# Вовче (Самбірський район)
Во́вче (назва Середа з 1969 року по 1991 р. — за прізвищем співробітника НКВС, героя СРСР) — село в Турківській міській громаді, Самбірського району.

## Географія
Розташоване за 10 км від райцентру Турка і однойменної залізничної станції. Через Вовче пролягає автодорога з Турки до села Лімна та до прикордонного с. Лопушанка. Село посеред Карпат дає життя одній із найбільших річок України, яка ділить його навпіл на Горішній (Верхній) і Долішній(Нижній) кінець.
Розташоване в Карпатах біля витоків Дністра. Населення 2450 (1990 р.).1812 (2018р). Дворів 505 (2018р). Село є центром Вовченської сільської ради. Юридично село має тільки одну вулицю — Центральна. Село історично поділяється на неофіційні сільські назви вулиць: Млаки, Постріш, Круг, Горбок, Рожниї, Ясинівський, Каплички, Савтиси, Гилитята, Шипіт, Горб, Поповята. Гора Саївка (830 м над рівнем моря). Потік Жукотинець, Тернівський потік, Кулави.
Тут збережені три дерев'яні храми. У Вовчому зберігся унікальний дерев'яний храм ще з XVII століття. Церква Введення Пресвятої Богородиці — пам'ятка архітектури національного значення. Її збудував у 1680 році дрогобицький майстер Григорій Тесля, який збудував церкву св. Юри в Дрогобичі, ймовірно, на місці попередниці, бо всередині є вівтар із хрестом з надписом 1639 рік. Церква бойківського типу, тризрубна, триверха. Над входом зберігся напис «Найбільшому українському поетови Тарасови Шевченкови в столітні роковини уродин 1814—1914». В радянські часи тут була бібліотека, зараз храм використовує греко-католицька громада.
У центрі села храм УПЦ КП св. великомученика Димитрія Солунського. Ще одна дерев'яна церква збудована в Горішньому кінці села у 1890 році на місці згорілої попередниці. Церква Святого Дмитрія також тризрубна будівля бойківського типу на мурованому фундаменті. Сучасники помалювали стіни фарбою, а покрівлю оббили бляхою. Старі люди повідають, що ця церква повинна була бути збудована над «Святою горою» та хтось (напевно шваби) ввечері переносив хрест на місце розташування теперішньої церкви.
Храм св. Миколи Чернецького УГКЦ (колишній швабський костел німецьких колоністів). Дерев'яна неоготична каплиця Св. апостолів Петра і Павла — спадок німецьких колоністів. Ще в часи Австрійської імперії до Вовчого приїхали німці, наприкінці XVIII століття вони збудували свій костел. Однак зараз у селі зберігся інший храм — початку ХХ століття. Польськомовні німецькі католики (шваби, як їх називали) профінансували спорудження цього храму в 1900 році. Однак вже в часи Першої світової костел зазнав руйнувань: його простріляли кулями, дзвони зняли і переплавили, а розписи всередині затерли. Навіть зовнішні шпиль і хрест знесли. У радянські часи костел використовували для господарських потреб, тут діяв музей атеїзму. Фахівці зараховують каплицю до 11 досі існуючих дерев'яних костелів Львівщини першої половини ХХ століття, однак він не має статусу пам'ятки архітектури. Зараз її переробили та там моляться греко-католики, церква носить назву Миколая Чарнецького.
Село починається із гори Каплонівка де межує із селом Шум'яч. Із південного боку Вовче межує з Прислопом, Верхньою Яблінкою, Шандровцем, Боберкою та Дністриком-Дубовим. Із західного боку з Жукотином, а з північного з селом Смерічка Старосамбірського району та с. Розлуч.
У 1994 році при розмежуванні земель сільських рад, землі лісового фонду Вовченського лісництва (600 га) були помилково включені в склад Верньояблунської та Шандровецької сільських рад. Із давніх-давен межа між селами Присліп, Верхня Яблунька, Шандровець та Боберка проходила вододільним хребтом між річкою Сян та Дністер. Громада села вимагає відновлення історичної справедливості та повернення земель лісового фонду до володінь Вовченської сільської ради. У межах села Вовче станом на 2018 рік залишилось тільки 123 га землі під лісом державного лісгоспу.
Поблизу села з джерела в урочищі «Старе Поле» на висоті 913 м з гори Чонтиївка над рівнем моря витікає одна з найбільших річок України — Дністер. Зараз витік Дністра — це пам'ятка природи, площа цього заповідника 54 гектари. Біля села також є інші джерела з чистою водою.
Багата вовчанська земля і на мінеральні джерела.
- урочище «Млака» — джерело типу «Нафтуся»;
- урочище «Гилитята» — джерело типу « Нафтуся»;
- урочище «Пасіки» — джерело типу «Нафтуся»;
- урочище «Млаки 2» — джерело типу «Нафтуся»; — джерело типу "Содова".
- урочище «біля Січака» типу «Нафтуся»
- біля «Анці Шевчишиної» типу «Нафтуся».

Село Вовче розташоване і тягнеться вниз течією гирла витоку річки Дністер. Загальна протяжність населеного пункту 7,4 км. Селом проходить центральна дорога від західного кордону з Республікою Польща до районного центру м Турка. Село Вовче розміщене по середині дороги Турка-Лопушанка. Відстань із Вовчого до Турки — 10 км, до с. Лопушанка - 11 км. Загальна площа сільської ради становить 3703 га, з них 912 га в межах населеного пункту. Площа лісів — 1659 га.

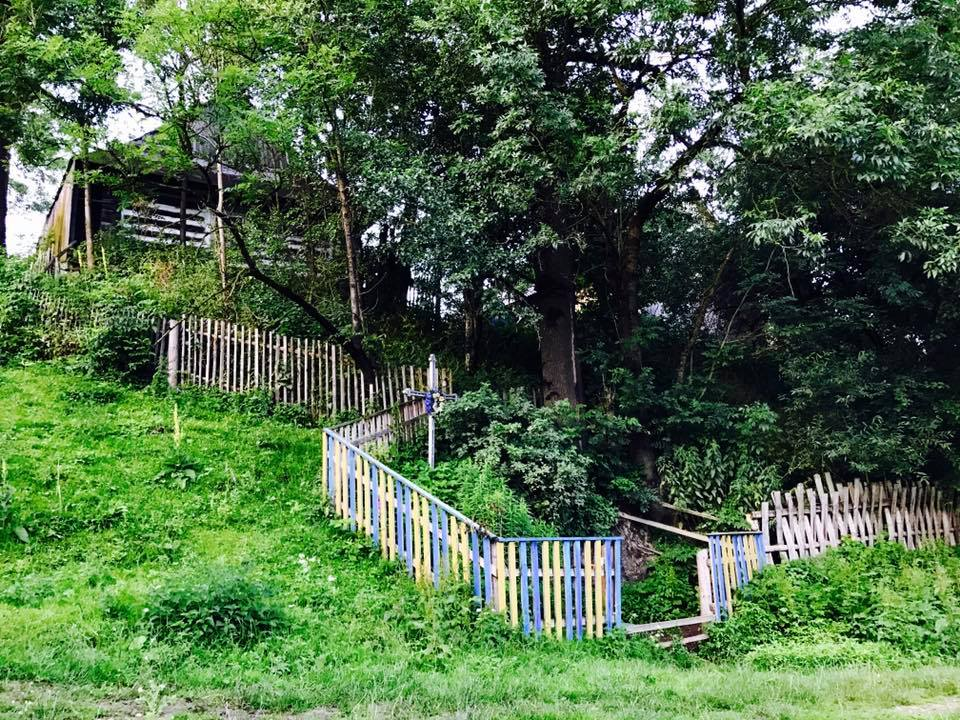

У нижньому кінці села розташована Франкова криниця «Під липою», з якої Іван Франко пив воду.
Біля Вовчого розташований регіональний ландшафтний парк «Надсянський», з іншого боку — відоме своїми туристичними базами відпочинку село Розлуч (і ще одним дерев'яним костелом).

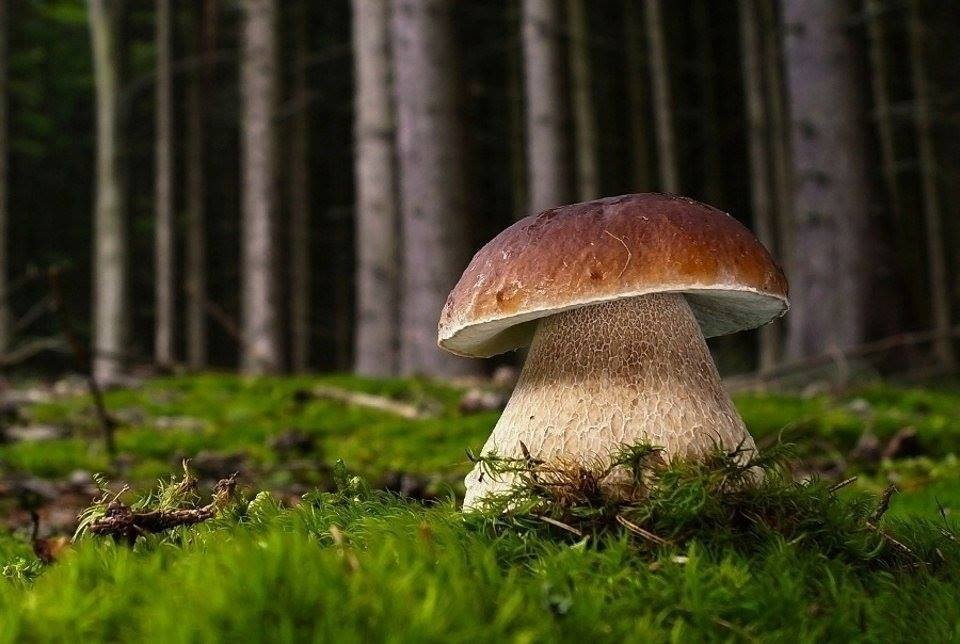

У лісах на території Вовченської сільської ради росте близько 50 видів їстівних грибів, але білий гриб має тут найбільший попито. Село Вовче називають «грибним селом» через велику кількість місць популяції білих грибів. Тут дуже часто грибарі знаходять білий трюфель.
Кожна локальна місцина має свою сільську назву, а саме: Пляц, Ровінь, Дерихвістка, Горб, Глубока, Вирх, Чиртіж, Кошарище, Лава, Малинівський. Гибицівський, Корнать, Митлашівка, Ланицький, Вершки, Васьківський, Бистра, Храпків, Ями, Щовб, Сафатова Купа, Ференцова купа, Малинівський, Ясінь, Кичерка, Ріг, Соничів кут, Бухівка, Долина, Татарини, Ковальова яма, Берберки, Перебина, Ітрени, Млачки, Канів, Делязина, Ростики, Саївка, Жукотинець, Бринівка, Струцьова купа, Буцьовець, Луги, Менджола, Середня долинка, Сад, Над млином, Завалина, Прути, Зарослий, Кароль.

## Мікротопоніми села Вовче
Назви частин села
Ґили´тята. Мікротопонім утв. семантичним способом від апелятива ґили'тята (діал.) – так у Вовчому називали бочки, які виготовляли в майстерні, що була розташована в тій частині села.
Горб’я´ни. Мікротопонім утв. суфіксальним способом (-ян-(и)) від апелятива горб із семантикою «невелике округле підвищення на площині: бугор, пагорок» [СУМ, т. 2, с. 125]. У цій частині села було побудовано багато жител, які видно здалеку. «Вони там наверху жили, там, де криниця, з якої Іван Франко пив воду, і там зверху почали будуватися хати, то їх так і почали називати – Горб’яни».
Горішня´ни. Мікротопонім утв. суфіксальним способом (-ян-(и)) від прикметника горішній із семантикою «розташований на високому місці або на горі» [СУМ, т. 2, с. 131]). Частина селян жила й досі живе на підвищенні (горішній частині села). Ця частина села розташована біля гори Каплунівки, ближче до районного центру, ніж Долішняни.
Долішня´ни. Мікротопонім утв. суфіксальним способом (-ян-(и)) від прикметника долішній із семантикою «який міститься або розташований внизу; нижній» [СУМ, т. 2, с. 359]. Ця частина села (долішня) розташована навпроти горішньої (Горішнян), але суттєво нижче.
Каплички´. Мікротопонім утв. семантичним способом від апелятива каплички – зменшено-пестливої множинної форми слова каплиця. «У християн — невеличка споруда без вівтаря для відправ і молитов» [СУМ, т. 4, с. 95]. У тій частині села спочатку було збудовано одну велику каплицю, а потім їх з’явилося значно більше, звідти й походить назва. «Спочатку поставив один чоловік каплицю, другий подивився, що то добре, то поставив теж, і звідти й пішла назва Каплички».
Попо´в’ята. Мікротопонім утв. суфіксальним способом (-ов- + -ят-) від апелятива піп із семантикою «духовне звання у православній церкві, середнє між єпископом і дияконом» [СУМ, т. 6, с. 538]. У цій частині села колись мешкав відомий піп, але чому саме на його честь її назвали, мешканці вже не пригадують.
Це´нтер. Мікротопонім утв. семантичним способом від апелятива центр (діал. фонетичний відповідник – центер) із семантикою «частина населеного пункту (перев. розташована в середині його), де містяться основні установи». [СУМ, т. 11, с. 197]. Центральна частина села, офіційна назва – вул. Центральна.
Шипотя'ни. Мікротопонім утв. суфіксальним способом (-ян- (и)) від назви річки Шипіт (притока Дністра). Етимологічно обидві назви походять від дієслова шипіти із семантикою «видавати глухі звуки, які нагадують протяжне “ш-ш”» [СУМ, т. 11, с. 455]. Притока виходить «з тої самої точки, що Дністер, але пішла другим руслом і тече трошки боком через село, через поля».
Ясені'вський. Мікротопонім утв. суфіксальним способом (-ів-+-ськ-) від апелятива ясен: «дерево родини маслинових з перистим листям і міцною деревиною, яку використовують на різні вироби» [СУМ, т. 11, с. 652]. На тому місці росло раніше багато ясенів, розташоване «трохи збоку» від центральної частини села.
Поля
Багнинка´. Мікротопонім утв. суфіксальним способом (-ин- -к-) від апелятива багно із семантикою «болотисте місце; трясовина, болото» [СУМ, т. 1, с. 84]. Розташоване з правої сторони від течії Дністра.
Макси´мів заро´слий. Мікротопонім утв. семантичним способом від присвійного прикметника Максимів (від антропоніма Максим, той, що належить Максимові ) й атрибутива зарослий із семантикою «укритий якою-небудь рослинністю» [СУМ, т. 3, с. 296]. Поле розташоване біля колишнього помешкання якогось Максима.
Харійо´нчиків заро´слий. Мікротопонім утв. семантичним способом від атрибутивів Харійончиків (той, що належить Харійончику) і зарослий із семантикою «укритий якою-небудь рослинністю» [СУМ, т. 3, с. 296]. Поле розташоване біля колишнього помешкання якогось Харійончика.
Ліси
Го´рбки. Мікротопонім утв. семантичним способом від апелятива горб-горбок (плюративна форма) із семантикою «невелике округле підвищення на площині: бугор, пагорок» [СУМ, т. 2, с. 125]. Ліс розташований на нерівній місцевості, рельєфі з пагорбами й западинами. Обабіч села.
Криниці
До´вбушева Крини´ця. Мікротопонім утворено семантичним способом від словосполучення Довбушева криниця. «Глибоко викопана й захищена цямринами від обвалів яма для добування води з водоносних шарів землі; колодязь» [СУМ, т. 4, с. 348]. Є легенда, що там Олекса Довбуш дерево посадив, а пізніше на тому місці й криниця з’явилася, яку назвали на честь ватажка опришків. Однак документальних підтверджень, що саме Довбуш там дерево посадив, звісно, немає. На вершині біля криниці збудовано невелику каплицю, а збоку справді росте велике дерево. «Трохи нижче тої криниці добре чорниці родять».
Під Ли´пою. Мікротопонім утв. синтаксичним способом від апелятива липа із семантикою «дерево з серцеподібним зубчастим листям і жовтим пахучим медоносним цвітом» [СУМ, т. 4, с. 487] і прийменника місця під. Біля криниці досі росте дуже стара липа, яка відома в селі. Є легенда, що з тієї криниці пив воду Іван Франко. Розташована в нижній частині села.
Свят-криниця (Свєт(ь)-криниця). Мікротопонім утв. лексико-синтаксичним (зрощеннєвим) способом від апелятива криниця «глибоко викопана й захищена цямринами від обвалів яма для добування води з водоносних шарів землі; колодязь» [СУМ, т. 4, с. 348] та архаїчної форми атрибутива святий – свят із семантикою «пов'язаний з релігією, Богом, наділений божественною силою» [СУМ, т. 9, с. 101]. Криниця розташована на вершині Саївки, але вже не функціонує. «Ой на горі, на високій, на горі Саївці, збудували Свєть-криницю хлопці-українці».
Сту´льня. Мікротопонім утв. лексико-семантичним способом від апелятива стульня (так у селі називають усі криниці).
Урочища
Бі´ля Сі´чака. Мікротопонім утв. синтаксичним способом від прізвиська Січак, заможного господаря, який колись жив біля цього урочища, до нього додано прийменник місця біля, це означає, що урочище розташоване біля колишнього помешкання цього господаря.
Колго'зна Ро'вінь. Мікротопонім утв. семантичним способом від апелятива ровінь (рівнина або рівна поверхня, як пояснили місцеві, також можливо, що від апелятива рів) і від атрибутива колгоспна (колгозна), бо діал. фонетичний варіант колгоз), оскільки раніше біля цього урочища був колгосп ім. Кірова, тепер на його місці нічого нема, а для селян факт існування колгоспу досі є дуже дражливою темою (з очевидних міркувань).
Мла´ка. Мікротопонім утв. семантичним способом від апелятива млака: «заболочена низина; трясовина» [СУМ, т. 4, с. 764].
Мла´ки Два. Мікротопонім утв. семантичним способом (плюративна форма) від апелятива млака: «заболочена низина; трясовина» [СУМ, т. 4, с. 764].
Ста'ре По'ле. Мікротопонім утв. семантичним способом від словосполучення, що складається з апелятива поле («безліса рівнина, рівний великий простір» [СУМ, т. 7, с. 61]) й атрибутива старе. У цьому урочищі, кажуть місцеві, починається Дністер.
Назви пагорбів, вершин
Ба´бцівка. Мікротопонім утв. суфіксальним способом (-івк-) від апелятива бабця (зменшено-пестлива форма слова баба).
Бухі´вка. Мікротопонім утв. суфіксальним способом (-івк-) від звуконаслідувального слова бух («звуконаслідування, що означає глухий звук від удару, падіння, пострілу» [СУМ, т. 1, с. 266]). Пагорб у селі (в Горішнянах).
Жукоти´нський Вирх. Мікротопонім утв. семантичним способом від словосполучення, що складається з апелятива верх (діал. фонетичн. відповідник вирх) і прикметника Жукотинський (Жукотин + ськ + (ий)) – так назвали цей пагорб жукотини, бо село Жукотин.
Каплуні´вка. Мікротопонім утв. суфіксальним способом (-івк-(а)) від апелятива каплун із семантикою «кастрований півень, якого відгодовують на м'ясо» [СУМ, т. 4, с. 95]. Один із пагорбів у селі.
Ки´чера. Мікротопонім утв. семантичним способом. Від апелятива кичера із семантикою «гора, вкрита вся лісом, крім вершини» [СУМ, т. 4, с. 156]. Гора в селі (в Горішнянах).
Котоле´бина [котоле'биена] – Р. в. Котоле'бини. Походження мікротопоніма не визначено. Гора в селі. Гора в селі (в Горішнянах).
Ма´ґура [ма'ґура] – Р. в. Ма'ґури. Мікротопонім утв. семантичним способом.  Слово "маґура" означає "висока гора". Воно запозичене з молдавської мови. З молдавської "мэ́гурэ " – "горб". Водночас і в румунській мові є слово magura, що означає " гора, горб, височина". Також різновид гори з повністю вкритою лісом вершиною.  Місцеві вважають, що мікротопонім утв. префіксальним способом (-ма-) від діалектного вигуку: «Ґу'рі-ґу'рі» – це спонукальне слово, яким мешканці села будили своїх корів. Сам вигук, як і назву гори, селяни вимовляють ро-різному: хтось через Г, хтось через Ґ. Гора в селі (в Горішнянах).
Пики´та. Мікротопонім, можливо, утв. суфіксальним способом від слова пік (вершина) із семантикою «гостроверха гірська вершина» [СУМ, т. 6, с. 531]. Етимологічно точно не визначено. Гора біля села.
Саї´вка. Мікротопонім утв. суфіксальним способом (-івк- (а)) від антропоніма (можливо, імені Сая, Ісая). Гора біля села.
Сте´жка. Мікротопонім утворено семантичним способом від апелятива стежка: «доріжка, протоптана звірами або людьми чи спеціально зроблена людьми» [СУМ, т. 9, с. 680]. По цій вершині можна було перейти на іншу частину села. Гора в селі, розташована «по лівій стороні від течії Дністра».
Щовп-гора´. Мікротопонім утв. лексико-синтаксичним (зрощеннєвим) способом від апелятивів гора із семантикою «значне підвищення над навколишньою місцевістю або серед інших підвищень» [СУМ, т. 2, с. 124] і стовп із семантикою «колона, підпора, що підтримує склепіння, перекриття і т. ін.» (діал. фонетичн. відповіідник – щовп). Гора в селі.
Кладовища
Нови´й цви´нтар. Мікротопонім утв. семантичним способом від апелятива цвинтар («місце, відведене для поховання померлих; кладовище» [СУМ, т. 11, с. 185]) та атрибутива новий. Атрибутив новий указує на відносно недавню появу в селі цього кладовища. Збудували «за України» або в 70-ті–80-ті. Розташований у центральній частині села, біля дороги.
Стари´й цви´нтар. Мікротопонім утв. семантичним способом від апелятива цвинтар («місце, відведене для поховання померлих; кладовище» [СУМ, т. 11, с. 185]) та атрибутива старий, що вказує на древність цього кладовища. Розташований «коло церкви». На цьому цвинтарі тепер нікого не ховають, а ховають на Новому.
Магазини
(Во)торга'нка. Мікротопонім утв. префіксально-суфіксальним способом від торг – «заст. ринок, базар», також «дія за значенням торгувати» [СУМ, т. 10, с. 200]. Раніше на місці того магазину міг бути навіть ринок, але тепер залишився лише сам магазин, назва якого нагадує про минулі часи активної торгівлі. Розташований у найнижчій частині села, можливо, частково на місці Лідиного магазину.
Кали´нка. Мікротопонім утв. семантичним способом від прізвиська Калинка, утв. від зменшено-пестливої форми апелятива калина. «Кущова рослина родини жимолостевих, що має білі квіти й червоні гіркі ягоди» [СУМ, т. 4, с. 76]. Магазин розміщений у нижній частині села. Власником магазину є селянин на прізвисько Калинка.
Лі´дин магази´н. Мікротопонім утв. семантичним способом від словосполучення Лідин магазин («приміщення для роздрібної торгівлі; крамниця» [СУМ, т. 4, с. 589]); присвійний прикметник Лідин указує на ім’я колишньої власниці магазину – Ліди. Був розташований у найнижчій частині села.
Сільма'г. Мікротопонім утв. семантичним способом від апелятива сільмаг: («скорочення: сільський магазин» [СУМ, т. 9, с. 220]). Функціонував ще в радянські часи, але місцеві досі за звичкою називають його по-старому.
Яри'ло [йари'ло] – Р. в. Яри'ла. Мікротопонім утв. семантичним способом від антропоніма (імені) Ярило – власником магазину був Ярило.
Потоки
Жу'котинець. Мікротопонім утв. суфіксальним способом (додаванням суфікса ець до основи топоніма Жукотин).
Терні´вський по´тік. Мікротопонім утв. семантичним способом від апелятива потік («річка (перев. невелика), струмок із стрімкою течією» [СУМ, т. 7, с. 409]) й атрибутива Тернівський – можливо, від слова терен або тернівка.
Ю´рків по´тік. Мікротопонім утв. семантичним способом від апелятива потік («річка (перев. невелика), струмок із стрімкою течією» [СУМ, т. 7, с. 409]) і відантропонімічного атрибутива Юрків.
Народний дім
До Клу'бу. Мікротопонім утв. синтаксичним способом: поєднанням прийменника, що вказує на напрям руху (до), та іменника клуб  із семантикою «громадська організація, що об'єднує людей певного кола, професії для спільного відпочинку, розваг, занять спортом і т. ін.» [СУМ, т. 4, с. 190]. Так у селі називають Народний дім. Розташований у центральній частині села.

## Символіка

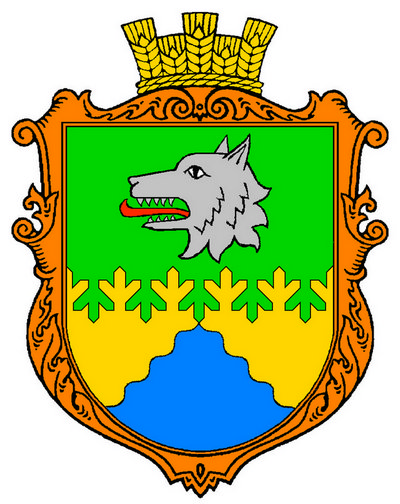

Герб Вовчого: щит розтятий ялинопагоноподібним січенням, у верхньому зеленому полі срібна вовча голова з червоним язиком, у нижньому золотому полі відділене хвилясто синє геральдичне вістря.
Вовча голова є номінальним символом і вказує на назву поселення. Синє геральдичне вістря вказує, що на території села бере свій початок р. Дністер. Зелений колір та ділення щита означає багаті лісові ресурси, а золотий (на прапорі — жовтий) є символом добробуту та щедрості місцевих мешканців.
Герб, згідно з правилами сучасного українського місцевого герботворення, вписано у декоративний картуш, увінчаний золотою сільською короною, що свідчить про статус поселення. Запропонований проект прапора несе елементи та кольори герба, він повністю відповідає вексилологічним вимогам та історичній традиції.
Герб розроблений Українським геральдичним товариством (Андрій Гречило) на замовлення голови Турківської районної ради — Юрія Лила.

## Історія
Королівське село Вовче вперше згадується в документах 1519 року. Король Польський і Великий князь Литовський, Великий князь Руський з династії Ягеллонів Сигізмунд I Старий потверджує шляхтичу Іллі на князівстві с. Вовчої в повіті Самбірськім, 24 червня 1519 p.
Король Польський і Великий князь Литовський, Великий князь Руський з династії Ягеллонів Сигізмунд II Август на підставі посвідчення старости, що священики с. Вовчої мають ґрунтів ледве на півдворища, позволяє їм розробити ще на півдворище; заразом надає доживотні права па парафію їм самим і їх синам. 1 жовтня 1558 р..
Селяни брали участь у повстаннях опришків XVIII століття.
Бойки завжди були сміливими та честолюбними, відтак ці краї завжди давали мужніх борців проти гніту і несправедливості. Є свідчення, що у 1744 році в селі перебував Олекса Довбуш, який серед місцевих селян обрав собі побратимів, зокрема Шиясоханя та Цеканя. Поруч були місця його схову і навіть, подейкують, скарбів.
У 1863 році село  Вовче стає адміністративним  центром Вовченської фервальтерії, в  яку входять  маєтки  10  сіл.
1886-го село під час мандрівки відвідав Іван Франко.
Еміграція до США, Канади, Бразилії, Аргентини, Бельгії із села Вовче розпочалася ще в останній чверті XIX століття, набравши масового характеру в період 1890-х років і до початку Першої світової війни. Вона тривала і в міжвоєнний період, хоча і в значно менших масштабах. Вона триває і зараз, молодь покидає рідні домівки у зв'язку із відсутністю роботи.
На 1900  рік в  селі проживало 2497 осіб. В 1895 році в  селі був  збудований великий паровий  тартак.
У часи Першої світової мешканці села активно вступали в Українську галицьку армію. У 1918 році там містився курінь Самбірської бригади УГА. Боротьба тривала далі і вже у 1932 році у Вовчому був організований осередок ОУН, у роки війни він був досить міцний.
Після  встановлення восени 1939  року більшовицького тоталітарного режиму  діяльність громадських організацій, політичних партій була  заборонена. Заарештовані   сиділи у  Самбірській  в'язниці -Володимир Хаджай, другий  зять В  Яремкевича парох села  Тарнави — Зіновій  Крупський, Михайло  Максим. На  початку німецько-радянської  війни З.Крупський був  розстріляний, В.Хаджаю чудом  вдалося врятуватися, долю  М.  Максима встановити не вдалося. Члени осередку  ОУН пішли в підпілля. У межах примусової колективізації радянська влада 1941 року створила у селі колгосп імені Шевченка.
Репресії  та  інші  заходи по  радянізації  підірвали довір"я до влади навіть  тих, хто  привітно  чи  лояльно зустрічав червоноармійців у 1939 році. У результаті панічного  відступу радянських  військ, у тому числі  бійців застави с Вовчого, очолюваної І.Середою, вже 24  червня 1941 року терен  був зайнятий німецькими  військами.
Оскільки  «нові  визволителі» спочатку  не розкривали своїх  справжніх  планів  щодо України, вовчани взяли  активну  участь у  формуванні повітової  влади, місцевого  управління, відзначення  Акту  про  відновлення Української  Самостійної Соборної Держави 30  червня 1941 року. Але ситуація дуже швидко  змінилася. Осередок  ОУН пішов  в підпілля і  на  основі  директив крайового Проводу поступово  налагоджує роботу  у  справі підготовки  сил і  засобі збройної  боротьби у  сприятливий  час за  державну  самостійність. Таємно  проходив вишкіл, створювались  бази в  лісі, надавалась  допомога біженцям  східних теренів  від  нової  більшовицької  навали. Безпосередньо цим  займались Дмитро  Пухир, Олекса  Зинич, Семен  Цебак та  інші. Андрій  Ференц  був господарським керівником  Турківського  проводу  ОУН.
Перед  приходом більшовиків у 1944 р В.Хаджай і  К.Яремкевич з  сім'ями  емігрували  до  Польщі. З  відновленням  радянської влади дорослих  чоловіків  мобілізували і  відправили до  збірного  навчального  пункту в село  Бітля. О.Зинич, Федір  Себій, Степан  Валько, Іван  Мимош були  знову заарештовані більшовиками.
У Радянсько-німецькій війні до Червоної армії примусово мобілізували 262 селян, з них загинули 75. На їхню пам'ять у селі встановлено обеліск.
Після повернення радянської влади у селі створено колгосп імені Кірова. Тут же розташувалася і його головна садиба. Колгосп розпався після настання незалежності України.
Радянське керівництво розробило широкомасштабні і  різноманітні заходи у справі знищення націоналістичного  підпілля, починаючи з  закликів з'явитися  з  повинною і закінчуючи погрозами  швидкого  знищення  патріотів, вивезення їх  родин у  віддалені  райони  СРСР.
Ще до  завершення  війни Дмитро  Пухир (ОРЕЛ) організував боївку із 16 хлопців, мобілізовані до  армії Семен і  Михайло  Цебаки, Михайло  Староста і  інші  однодумці задумали одразу після відправлення на  фронт залишити  окопи, добратися до  рідних  місць, навести зв'язки з  підпіллям і  включитися  в  боротьбу.
Однак, М.Старосту до  цього  моменту було  заарештовано і  на  10  років відправлено у  Сибір. Не чекаючи подібного, Семен  Цебак 5  грудня 1944 року і ще  сім чоловік із  зброєю покинули  окопи і  через  кілька  днів добрались додому. На  початку січня 1946  року покинув  свою частину  Михайло  Цебак. Вони  влилися в  боївку Д.Пухира(Орла), яка  налічувала до 18 чоловік і  підпорядковувалася станиці УПА Підбузького  проводу. Боївка на  початку січня 1946  року напала  на  Вовченську  сільраду, знищила документи про  хлібоздачу державі  та  інші  документи.
Влітку  1946  року в  одному з  боїв загинув  Дмитро  Пухир, керівництво  боївкою  перейшло до  Семена  Цебака (Старого) і  була  підпорядкована Стрілківському проводові  Служби Безпеки(керівник «ЧАЙКА»).В  цей  час одну  групу вояків  очолював Михайло  Цебак (Степовий). Під  час однієї з бойових  операцій в  районі  Верхньої  Яблуньки він  і загинув. В  цьому  ж  році у  Вовчому  загинув Дмитро  Вовчанський.
У названих та інших боївках боролися проти існуючого режиму понад 20 осіб, зокрема Михайло  Баран, Микола Баран, Федір Цебак, Василь Лукачович, Семен Староста, Іван Суп, Дмитро  Вовчанський, Федір Вовчанський, Василь Савчин, Васил Заєць, Лука Себій, Семен Лило, Михайло Лило, Андрій Ференц, Семен Ференц, Василь Гвоздецький.
21  вересня 1946  року підвідділ під  командуванням «Тараска» вчинив  напад на  Вовченську заставу  МВД, під  час  якої вбито 10 енкаведистів і 7 поранено. Самі  повстанці не  зазнали жодних  втрат. Вовчанин Андрій Ференц був господарським керівником Турківського районного проводу ОУН.
6  січня  1948  року в урочищі  «Завалина» у с Вовче, використавши газ, енкаведисти  підірвали Криївку. П'ять  повстанців, в тому числі керівник Стрілківського  проводу СБ  «Чайка», загинули, а керівник боївки Семен Цебак, важко  поранений і  контужений залишився  живим, засуджений на  25  років, засланий на Колиму. Зараз там встановлений пам'ятний знак загиблим.
Найдовше  в  районі в умовах тоталітарного стеження протрималася Криївка  між  селом  Вовче  та Шандровець (в урочищі Кароль) на чолі з уродженцем с Боберка  Федором Копанишиним (Голубом). У  квітні  1953  року криївку розбили, загинуло  20  осіб. Важко  пораненого  керівника  замучили у  селі Жукотин.
Савчин  М. С. «Село у витоках Дністра».

Під час бою між ОУН с МВС в лісі між селами Вовче-Смерічка Турківского району Дрогобицької області загинув Василь Дупіряк - 39 років.
У 1995 році депутати Вовченської сільської ради прийняли рішення «Про спорудження пам'ятника УСС» на місці зруйнованого сільгосп магазину у центрі села та це рішення не виконано досі, а на місці планового встановлення пам'ятника збудували магазин.
Село Вовче було поділено на дві частини. Горішня частина села називалась Щорса. Долішня частина називалась Паризька Комуна.
- Перший голова колгоспу: Струць Іван Федорович (із Роду Струців)
- Перший Бухгалтер с. Вовче: Бурич Іван (батько Бурич Катерини Іванівни — жила на Савтисах).
- Другий голова колгоспу с. Вовче Турінець Микола (Сеничів з Ясинівського).

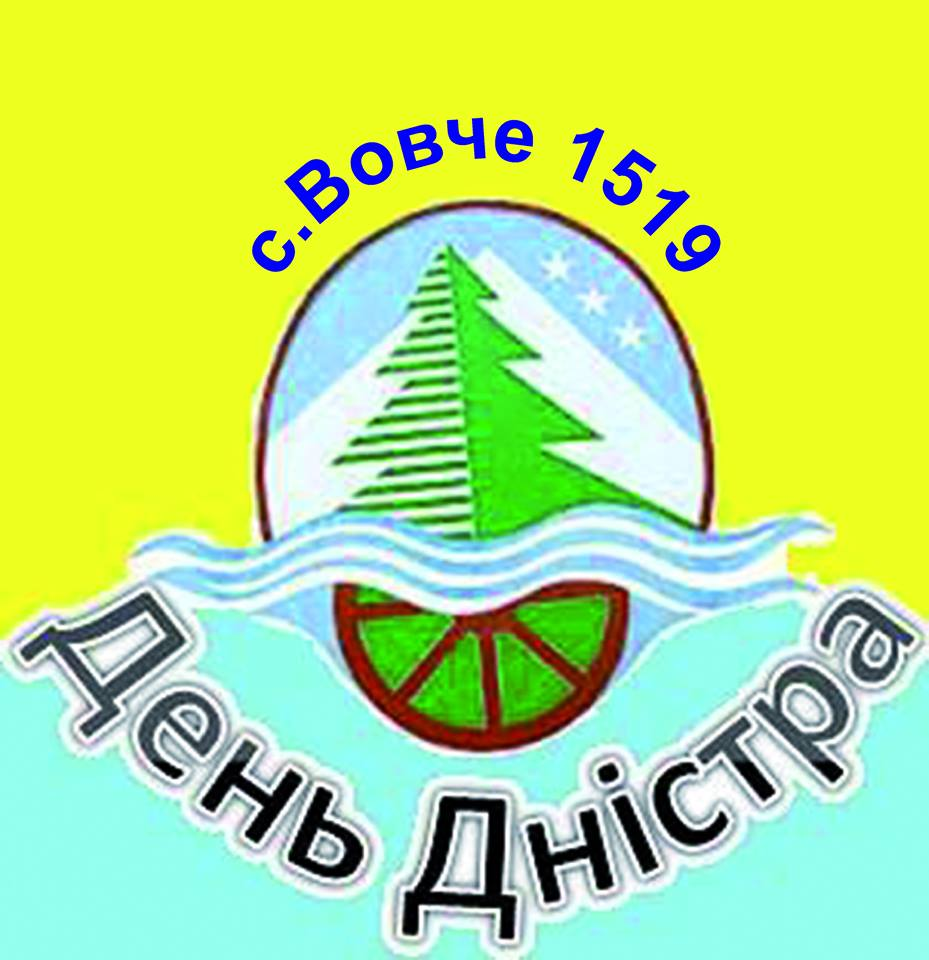

## Бойківські Фестини
У центрі громади Турці, що за 12 км від Вовчого, бойківська спільнота зі всього світу кожні п'ять років організовує Всесвітній конгрес бойків — Бойківські Фестини, а в самому Вовчому щорічно влаштовують "Еко -культурний фестиваль «День Дністра». В його межах проводять змагання із збору білих грибів, велопробіг та змагання позашляховиків і квадроциклів.
Засновником фестивалю є головний спеціаліст з питань реалізації проектів місцевого розвитку Турківської районної ради — Лило Микола Миколайович. Мета фестивалю — популяризація традиційної культурної спадщини, необхідності популяризації екологічної свідомості серед широких верств населення, зміцнення контактів і культурних зв'язків із містами Дністровського басейну, обмін знаннями, культурними та народними традиціями, особливостями, досвідом, розширення світогляду. Організатори фестивалю роблять особливий акцент на молодь і залучають юнаків та дівчат до співпраці, розуміючи, що саме в їхніх руках майбутнє, хоча фестиваль — це чудове та змістовне проведення дозвілля для людей різних вікових категорій. Провести вихідні без міської напруги та розпеченого літнім сонцем асфальту на мальовничих бескидах села Вовче, біля самого Дністра, серед запашної зелені та у колі друзів. Пожити в наметовому містечку на вовченській землі, що вже 500 років приховує таємниці однієї з найдревніших бойківських культур, запрошують щорічно усіх охочих.
Упродовж 23-24 липня у с. Вовче Турківського району тривав еко-фестиваль «День Дністра — 2016».
23-24 липня в с. Вовче, Турківського району проходив Другий "Еко- культурний фестиваль «День Дністра». Свято відбулося за участі голови районної державної адміністрації Олександра Лабецького, заступника голови райдержадміністрації Юрія Лила, заступника голови районної ради Василя Костишака, депутатів Львівської обласної ради Михайла Дзюдзя, Михайла Ільницького, Михайла Гички.
«День Дністра 2016 року» — це еко-культурний фестиваль у витоків джерела річки Дністер у с Вовче Турківського району із різноманітною культурною, спортивною, туристичною та розважальною програмою, що поєднує українські і бойківські традиції та сучасні тенденції
Фестиваль розпочався 23 липня 2016 року з  виступів колективу  Народного дому  с  Явора  та  юної  співачки — Христини Косолович. Після  запалення   бойківської  ватри, для  молоді  організували дискотеку  просто  неба.
24 липня 2016 року фестиваль розпочався о 8:00  годині походом до витоку р. Дністер в  урочищі «Старе  поле». Участь  у  поході  взяли  працівники  та начальник  Самбірського  управління  водного господарства  - Степан  Фур. Джерело витоку  річки  Дністер було урочисто  освячено  священнослужителями вовченських  храмів. В 11:00 год до витоку  Дністра  прибула  група  велосипедистів, що  брала  участь  у  велотурнірі, що  стартував  з  м Турка та фінішував у  с  Вовче  під  керівництвом Андрія Дубравського. Після  велосипедистів до витоку річки Дністер  прибули  учасники  змагань  серед  квадроциклів та  мотоциклів під  керівництвом  Володимира  Варварича. В 11 :00  год  на місцевому  стадіоні  розпочався футбольний  турнір  серед  шкільних  команд  із  сіл Вовче, Присліп, Шум'яч  та  Лімна. Офіційна церемонія відкриття фестивалю відбулась після виконання гімну України та  благословіння священнослужителів. З вітальним словом, до учасників фестивалю та гостей, звернулися депутати обласної ради М.Дзюдзь, М.Гичка, помічники депутата Верховної ради України Орест Бонк та Ірина Кіра, Юрій Лило, Василь  Костишак, сільський голова Вовченської  сільської ради — В.Дупіряк.
Серед заходів фестивалю — похід по гриби, бойківські  латканки, виступ народних колективів художньої самодіяльності району: народний фольклорний колектив «Дністер» народного дому с. Вовче, народний колектив «Бойківчанка» народного дому с. Риків, народний колектив «Бойківчани» народного дому смт. Бориня, вокальний колектив народного дому с. Лімна, Богослужіння в храмах, виставки народних товарів, творів образотворчого, декоративно-ужиткового мистецтва Бойківського краю, бойківська кухня, покладання квітів воїнам УПА, футбольний дитячий турнір «Кубок Дністра 2016», матч між командами ветеранів ФК «Карпати» Львів — ФК «Дністер» Вовче, концерти за участі артистів України Андріани та Зиновія Гучка, концерти за участю переможців обласних та Всеукраїнських фестивалів — Діана Костевич, Ольга Комарницька, Христина Косолович.
Лопушанський Андрій Ярославович посприяв у виступі співачки Андріана. Квіти від Лопушанського Андрія Ярославовича були урочисто встановлені на могилі воїнів УПА. Також, Лопушанський Андрій Ярославович надав сертифікати на безкоштовне проживання у санаторії м Хирів, організаторам фестивалю — Миколі Лило, Аллі Кузан та Вірі Дупіряк. Отримали сертифікати на оздоровлення всі чотири команди школярів із футболу із сіл Вовче, Присліп, Шумяч, Лімна та ветерани ФК «Дністер» Вовче. Організатор велотурніру — Андрій Дубравський, організатор змагань серед квадроциклів і мотоциклістів — Володимир Варварич також отримали сертифікати на безкоштовне проживання у санаторії «Женева» м Трускавець. Номінант премії найкращий грибар також отримав сертифікат на безкоштовне проживання у санаторії «Женева» м Трускавець.
Дипломами Львівської обласної державної адміністрації та обласної ради було нагороджено найстарших жителів с. Вовче Музику М.П — 91 рік та Семків Г.М — 93 роки.
Подяками  голови  Львівської  обласної  ради  були нагороджені  Микола  Лило, Іван Вовчанський  та  Василь  Ференц.
Подяки  від  Вовченської  сільської  ради  отримали: Лопушанський  Андрій  Ярославович, Ганущину  Олександру  Олександровичу, Гичка  Михайло  Михайлович, Дзюдзь  Михайло  Семенович, Лабецький  Олександр  Миронович, Лозюк Володимир Омелянович, Козицький  Максим  Зіновійович, Дубіль  Микола Федорович, Дубравський  Андрій  Васильович, Варварич  Володимир  Олексійович, Шийович Ярослав  Лукович, Барабаш  Василь Михайлович, Цикаляк  Дмитро  Михайлович.
Надали  фінансову  допомогу приватні підприємці с Вовче та  вихідці із села  Вовче — Вовчанський  Василь Іванович, Дубіль Микола  Федорович та  Шийович Ярослав Лукович. Грошові призи футбольним  командам серед  школярів та ветеранам ФК "Карпати "Львів  надав  -  Дзюдзь Михайло Семенович.
Завершився фестиваль святковим феєрверком та  дискотекою просто  неба  на шкільному  стадіон.
За словами організаторів, всі охочі мали змогу переглянути кіно під відкритим небом, послухати виступ народних колективів художньої самодіяльності району, взяти участь у велопробігу, оглянути виставки народних товарів, де можна було придбати сільськогосподарську продукцію, твори образотворчого й декоративно-ужиткового мистецтва Бойківського краю, а також  скуштувати страви Бойківської кухні.
Окрім цього, у рамках фестивалю відбулися ще ряд цікавих заходів: похід до витоку річки Дністер, освячення джерела, змагання позашляховиків та квадроциклів «Дністер Трофі», дитячий футбольний турнір «Кубок Дністра 2016», а також матч між командами ветеранів ФК «Карпати» Львів — ФК «Дністер» Вовче.
Завершилось свято концертом за участі співаків Адріани, Зиновія Гучка та переможців обласних і Всеукраїнських фестивалів — Діани Костевич, Ольги Комарницької, Христини Косолович. Заключною родзинкою фестивалю став феєрверк.
Довідково.3-4 серпня в с. Вовче відбулося святкування з нагоди 500-річчя села, організоване депутатом Львівської обласної  ради, вихідцем із с. Вовче Михайлом  Дзюдзем спільно із вовченськими меценатами. Якщо вдаватися до дрібниць, то на Турківщині такий масштабний захід уже проводиться  традиційно у с Вовче  в  рамках  святкування еко-культурного фестивалю «День  Дністра».
Святкуванню сприяло багато факторів: добра організація, чудова погода, і звичайно зацікавленість самих вовчан.
Розпочалось  святкування  03 серпня 2019 року  виступом  фолькльорного колективу  села  Лімна. Найбільше  сподобався  вовчанам  Благодійний  концерт під керівництвом  Миколи Стріжика на  запрошення  Михайла  Дзюдзя. Під час концерту виступали і дарували частинку свого серця такі артисти: Золотий голос України, співак лауреат багатьох пісенних конкурсів Ігор Шкурпіта; Заслужений діяч естрадного мистецтва України, лауреат I-премії фестивалю «Червона рута» Володимир Питель; Заслужений артист України Володимир Коциловський; Заслужений артист України, соліст Львівської опери Роман Ковальчук; співачка, лаурет пісенної премії «Галицький шлягер»- Маріанна; співак USA NEW-YORK Stepan Ben Sheptytskyy; соліст опери — Станислав Буденкевич; саксофоніст, лауреат міжнародних конурсів Василь Пташник; співачка лауреат пісенних конкурсів Надія Якторович; Імідж-театр " Пані-Кураж"Микола Мазепа та Люба Мазепа; запальний шоу-театр «Шатрица» і ансамбль «Соняхи» керівник Аліна Врублевська.
Зранку 04 серпня в місцевому храмі св. Дмитра, св  Миколи  Чернецького та  Введення у  храм  Пресвятої Богородиці відбулися святкові Літургії, а на  витоці  Дністра в  урочищі  «Старе  поле» відбулась Молебень та освячення  витоку  Дністра двома  священнослужителями о. Миколою  Розлуцьким  та о. Іваном  Федорко. Невдовзі до витоку історичної річки прибула група велосипедистів, що брала участь у велотурнірі — з початком у м. Турка та фінішем у Вовчому, під керівництвом Олександра  Гвоздінського. Після велосипедистів сюди прибули 54 туристи із Польщі. Паралельно на сільському стадіоні розпочався футбольний турнір «Кубок Дністра 2019» ім  Володимира  Кильника серед шкільних команд сіл Вовче, Присліп, Завадівки та Жукотина. Перемогу  у турнірі здобули  вовчани. Михайло Дзюдзь нагородив всі  чотири команди грошовими призами та  футбольними м'ячами.
Після  освячення  джерела на витоці  Дністра співали гості зі с  Чижиків, Народного дому села  Вовче, туристи з  Польщі, працівники управління Самбірського  водного  господарства на  чолі  з  Степаном  Фур. Вовчани- священики привітали гостей та жителів села із чудовою подією та побажали жити у єдності і любові до природи.
До урочистостей добре підготувалася сільська громада завдяки шкільним  працівникам. Працівники  Вовченського  НВК Василь Ференц, Степан  Валько громадськими силами  облаштували знищений шкільний  ґанок. Уже зранку 03 серпня, а дехто звечора, навколо стадіону села було встановлено святково оздоблені вишиванками торговельні  місця на  шкільному  стадіоні. Працівники  Вовченського  НВК  зробили імпровізовану  сцену  на  ґанку  своєї  школи.
Опісля Молебню в центрі села, на сцені розпочалися урочистості.
Урочисті  заходи  розпочали з  виконання  гімну  України та  покладанням  квітів  від  депутата  Львівської обласної  ради  Михайла  Дзюдзя  воїнам  УПА та  загиблим в  роки радянсько-німецької  війни. Сільський  голова  Віра  Дмитрівна  Дупіряк  подякувала Михайлу  Семеновичу  Дзюдзю за  допомогу  у  всіх  роботах, що  ведуться  на  території  сільської  ради. Подякувала  сільський  голова Лилу Юрію Дмитровичу, Лозюку  Володимиру  Омеляновичу і  меценатам, вихідцям  із  села  Вовче, що  долучились  фінансово до проведення  святкування, в  саме: Дзюдзь Михайло  Семенович, Староста Любомир Михайлович  з  Червонограда, Роль Семен Федорович із  Червонограда, Дубіль  Микола  Федорович  із  Дрогобича, Шийович  Ярослав Лукович з  Дрогобича, Вовчанський  Василь Іванович  із  Трускавця та  Наталія  Сідорко.
А з високої сцени вже звучали позивні с. Вовче про відкриття святкового заходу. Ведучі — Кузан  Алла  Семенівна оголосила про його відкриття.
Як наголосили ведучі, свято без гостей і дарунків — не свято. Тим більше, що у рідне село, як до рідної домівки приїхало багато гостей. А якже — 500 років! Як для людини — це поважний вік, а для історії — не мало, не багато, пів тисячоліття! Проте в історії села Вовче віддзеркалюється історія Турківського району, а це — частинка України. Протягом віків мінялася влада, а жителі села залишалися. Вони своїми працьовитими руками освоювали землю, народжували дітей, зберігали вовчанські традиції, мову і побут.. І все це відобразилося у пісні про с. Вовче, автором якої став Степан  Пшенецький. Михайло  Ференц  подарував  директору  Вовченського  НВК  портрет  Степана  Бандери.
Колись війт села був першою особою на селі, він і нині залишається нею, але сьогодні люди хочуть бачити в цій людині — креативного організатора, господарника та відповідальну особу. Сільський голова Віра Дупіряк у привітальному слові до односельчан сказав, що сьогоднішній захід — це спільні зусилля усіх людей, що проживають у селі і тих, які вболівають за село, але знаходяться далеко за його межами. Тому вона подякував за те, що готуючись до святкувань, село змінило свій вигляд.
Як дарунок для односельчан прозвучала пісня-гімн «Вовче», у виконанні педагогічного колективу Вовченського  НВК.
На свято завітали й представники місцевої влади, депутати всіх рівнів. Із привітальним словом до присутніх звернулися: Депутат Львівської обласної  ради  Михайло Дзюдзь, заступник голови Турківської районної адміністрації Юрій  Лило, помічник  Народного Депутата України  Ірина  Кіра та  голова  ГО «Бойківщина  XXI ст» Михайло Косачевич. Вони вручили грамоти Львівської обласної ради людям які найбільше приклалися до розвитку села Вовче. А  саме: Соболь Катерина Степанівна –ветеран  педагогічної  праці Вовченського НВК, Вовчанська  Стефанія Степанівна –ветеран медичної  галузі лікарської  амбулаторії  села  Вовче. Михайло Дзюдзь вручив іменні  годинники від Львівської  обласної  ради  сільському  голові Вовченської сільської ради Вірі Дупіряк та  головному  спеціалісту з питань реалізації  проектів  місцевого розвитку  Турківської  районної  ради  Миколі  Лило.
Кожна країна, місто чи село завжди гордяться вихідцями, які досягли успіху в житті та готові до співпраці із рідним краєм. Але не кожного дня відбуваються такі визначні події, як 500-річчя села. Тим приємніше бачити важних гостей односельчанам. Особлива подяка від організаторів  вихідцям із села –  полковнику Василю Вовчанському, начальнику центрального військового санаторію «Трускавець», Миколі Дубілю — начальнику управління Національної поліції охорони в Дрогобицькому районі, Ярославу Шийовцю –ветерану державної фіскальної служби у Дрогобицькому районі, Староста Любомиру  Михайловичу та Роль Семену  Федоровичу– приватним  підприємцям з Червонограда, а також  уже згадуваному Михайлу Дзюдзю.
Взяли участь у  святкуванні "Дня  Дністра"гості  із  Польщі  на  квадроциклах під  керівництвом  Ярослава  Славича  із  Розлуча  та  Томаша  Куделки із  Польщзі, які  безкоштовно  бавили на  квадриках наших дітей
На завершення також хочеться відзначити, що День Дністра проходив під егідою ГО «Агенція регіонального розвитку Турківщини» (Микола Лило) за підтримки Вовченської сільської ради (Віра Дупіряк), Турківської РДА та  Турківської районної ради (Юрій Лило та Володимир Лозюк), відділу культури і туризму Туркфівської РДА  (начальник Олег Вільчинський), Самбірського управління водних ресурсів (Степан  Фур)
Для гостей прозвучали пісні від  гурту"Вечірня  Турка", Назарія  Тацишина, фолькльорного гурту «Криниченька» із села  Чижків  та співачки «Андріана» на запрошення  Андрія  Лопушанського.
Але найбільшою окрасою свята став благодійний  концерт організований  Миколою Стріжиком на  запрошення  Дзюдзя  Михайла  Семеновича. Протягом трьох годин вони веселили вовчан, а люди разом з ними танцювали та співали їхні пісні.
Ювілейні заходи закінчилися дністровською ватрою. Опісля — до опівночі відбувалася українська дискотека. Дехто, казав, що Бог створив для людей свято. Можна було б погодитись, але тут Бог творив свою справу через людей, які конкретно допомогли, щоб захід відбувся на високому рівні. І в цьому задіяна булла уся інтелігенції села — культпрацівники, освітяни, і звичайно, благодійники — вихідці із с. Вовче.
Святкування 500-річчя с. Вовче — приклад для інших громад, як правильно разом організовуватися і як важливо спільно діяти.
Дай, Боже, щоб і в наступних господарських та культурних заходах ця сільська родина завжди була на висоті. Адже сьогодні у них є своя символіка — герб і гімн, своя написана історія, свій храм, своя мета...
«День Дністра» — це еко-культурний фестиваль біля витоку річки Дністер із різноманітною культурною, спортивною, туристичною та розважальною програмою, що поєднує українські і бойківські традиції та сучасні тенденції.
У 2017 році фестиваль відвідали Степан Гіга, Андрій Заліско.
23 квітня 1986 року в місті Гамільтон у родині Володимира та Люби Петлюр народився перший нащадок — син Юрій. Він був онуком полковника УНР Олександра Петлюри (рідний брат Симона), а також походив зі шляхетної родини Вітковицьких (по бабусі зі Станиславова) і національно свідомих патріотичних родин Максим та Іванечко.
Юрій, котрому, на жаль, судилося топтати земні рясти лише 28 років, з юних літ брав активну участь у культурному житті української громади в Канаді. 1999-го він із родиною вперше відвідав Україну. Побував у місті Львові, відвідав село Вовче Турківського району, а також провів декілька днів у Києві (мріяв побувати і в Полтаві та Івано-Франківську, але не судилося...). Ця подорож значно збагатила й розширила світогляд Юрія щодо українського життя, історії та культури, дала нагоду краще зрозуміти походження родинного коріння, переконання та моральні основи цілого роду Вітковицьких-Петлюр.
В 2011 році у Києві проходив молодіжний конкурс української пісні «Червона рута». Участь у ньому брав фольклорний ансамбль Дрогобицького педагогічного університету імені Івана Франка «Ладканка».
Учасницями гурту є майбутні педагоги — здебільшого сільські дівчата. Василина Мураль, наприклад, — родачка села Вовче Турківського району. З гурту лише вона може похвалитися добре збереженими народними традиціями у селі, де народилася, каже, що ще живуть у Вовчому носії автентичного фольклору.
Наталка Фіцич розповіла про Андріївські вогні і пісні про сіяння конопель на Львівщині. Село Вовче, Турківського району, це фактично на кордоні із Польщею. Я приїхала туди на Андрія (13 грудня). І мені здавалось, що Андрія — це звичай, який зберігся лише у музеях, десь відтворюють його, але він не дуже живий, скажімо так. А ми принципово шукали живі звичаї, ті, які люди зараз продовжують робити. І я просто не повірила своїм очам.
Їдеш селом на Андрія, а там вогні, і там вогні, і там. У них є звичай палити вогні на Андрія, співати спеціальних пісень про сіяння конопель, але вони кажуть не «коноплі», а «колопні» (усміхається). І чи приїхали б ми, чи ні, люди все одно це робили б. П'ятнадцять градусів морозу, у мене руки-ноги замерзають, а вони ходять по пагорбах і співають. Це вражає! Вони ще й колесо підпалюють, котять його з горба. Як у центральній Україні на Івана Купала, але це загальновідоме, а про таке святкування Андрія я дізналась уперше. Я не могла повірити, що воно до цього часу збереглось.
25 листопада 2018 року у Вовченському НВК провели урочисте святкування 200-річчя запровадження тривіальної школи у с Вовче. Участь у святкуванні взяли: вихідці із села Вовче, депутат ВРУ Андрій Лопушанський. депутат Львівської обласної ради Михайло Дзюдзь, заступник голови Львівської ОДА Ростислав Замлинський, заступник голови Турківської РДА Брій Лило, депутат районної ради Микола Лило, сільський голова Віра Дупіряк.

## Військові

### Під часвійни на сході Українидо лавЗСУу 2014—2016 роках були призвані вовчани, а саме
Лило Роман Васильович -учасник бойових дій.
Лило Михайло Михайлович -учасник бойових дій.
Зварич Андрій Павлович- учасник бойових дій.
Староста Володимир Михайлович — учасник бойових дій.
Бучок Василь Васильович — учасник бойових дій.
Савка Олег Володимирович — учасник бойових дій.
Ференц Юрій Михайлович- учасник бойових дій.
Вовчанський Володимир Дмитрович — учасник бойових дій.
Вовчанський Михайло Михайлович — учасник бойових дій.
Вовчанський Іван Іванович — учасник бойових дій.
Жук Сергій Володимирович — учасник бойових дій.
Суп Іван Іванович — учасник бойових дій.
Сенів Володимир Олегович- учасник бойових дій
о. Роль Роман Богданович — учасник бойових дій.
Демко Андрій Васильович — учасник бойових дій.
Максим Вікторія Володимирівна — учасник бойових дій.
Хмелівська Галина — учасник бойових дій.
Суп Дмитро Вячеславович — учасник бойових дій.
Гвоздецький Дмитро Михайлович — учасник бойових дій.
Маудза Андрій — учасник бойових дій.
Римарчук Андрій Анатолійович.
Лило Юрій Дмитрович.
Курус Сергій Васильович
Розлуцький Ігор Васильович солдат 25.04.1991 — 19.11.2014
Розлуцький Ігор Васильович — водій-санітар автомобільного відділення взводу забезпечення медичної роти 128-ї окремої гвардійської гірсько-піхотної бригади Сухопутних військ Збройних Сил України, солдат.
Народився 25 квітня 1991 року в місті Турка Львівської області. Мешкав у місті Ужгород Закарпатської області. Закінчив 9 класів загальноосвітньої школи № 8 міста Ужгорода та професійно-технічне училище за спеціальністю «автослюсар». Працював охоронником, на автомийці, вантажником у супермаркеті «Сільпо» в місті Ужгород.
У Збройних Силах України з травня 2013 року: у травні-вересні 2013 року проходив строкову військову службу, з вересня 2013 року — за контрактом. Служив водієм-санітаром автомобільного відділення взводу забезпечення медичної роти 128-ї окремої гвардійської гірсько-піхотної бригади Сухопутних військ Збройних Сил України (військова частина А1778, місто Мукачеве Закарпатської області).
З липня 2014 року брав участь в антитерористичній операції на сході України.
19 листопада 2014 року солдат Розлуцький загинув під час виконання бойового завдання в районі селища міського типу Станиця Луганська Луганської області. Разом з ним загинув старший солдат Руслан Семчище.
26 листопада 2014 року похований на пагорбі Слави кладовища «Кальварія» в Ужгороді.
Нагороджений орденом «За мужність» III ступеня (23.05.2015; посмертно).
Почесний громадянин міста Ужгорода (2015, посмертно).
Залишились батьки та двоє братів.
21 листопада 2016 року в місті Ужгород на будівлі загальноосвітньої школи № 8 (вулиця Академіка Корольова, 4), де навчався Герой, йому відкрито меморіальну дошку. У квітні 2016 року розпорядженням Голови Закарпатської обласної державної адміністрації у місті Ужгород вулицю Сергія Лазо перейменовано на вулицю Ігора Розлуцького.

### Мешканці села - учасники війни в Афганістані
1. Максим Василь Семенович
2. Мориконь Василь Семенович
3. Пацкан Михайло Дмитрович
4. Пуршак Богдан Васильович
5. Розлуцький Іван Михайлович
6. Роман Володимир Іванович
7. Розлуцький Степан Харитонович.
8. Сенів Володимир Федорович
9. Староста Іван Степанович
10. Розлуцький Зеновій Михайлович

### Загинули
- Мураль Микола Миколайович — загинув в Афганістані.

## Населення
- 1890—2102 мешканців, 342 доми (1913 греко-католиків, 100 католиків, 103 юдеїв; т.ч. 1896 русинів-українців, 204 поляка)[8].
- 1921—2242 мешканця.
- 1970—2501 мешканець, дворів — 531.[9]
- 1989—2073 (1026 чол., 1047 жін.)[10]
- 2001—1813[11].
- 2018 — 1812. 505 дворів -будинків.

## Церкви
У селі Вовче збереглась церковна книга домових записів актів реєстрації шлюбів з 1930 року.

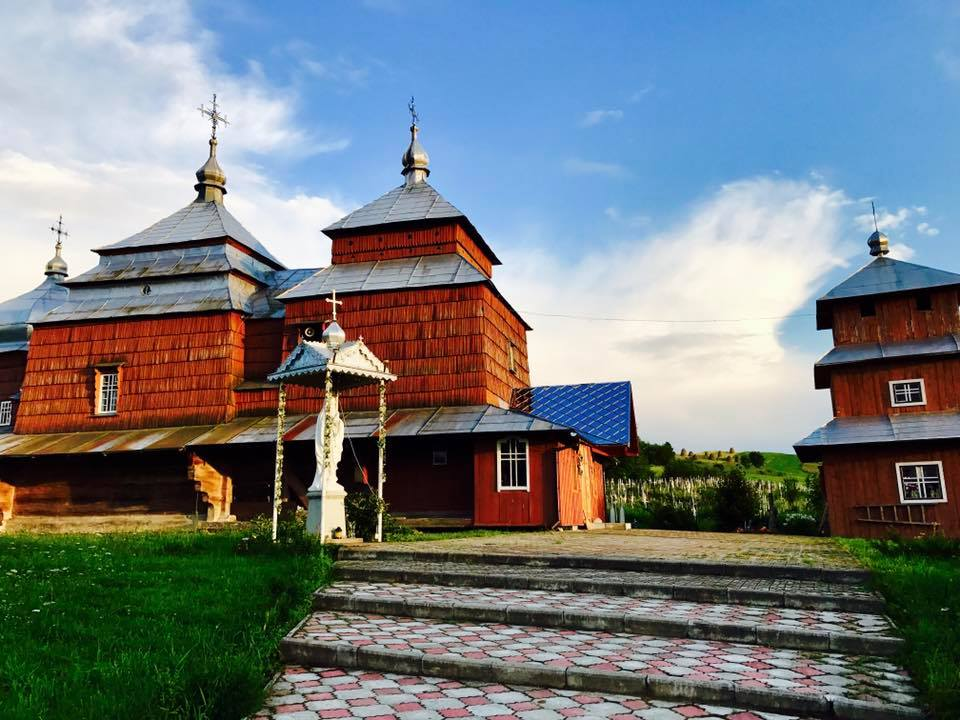

У селі є православна на даний момент УГКЦ (1680 р.) та дві греко-католицькі церкви.
Визвольна війна 1648—1654 рр. завдала досить відчутного удару по унії — уніатська церковна організація фактично розпалася. Вона поволі відновлювалася тільки на тих українських землях, які залишилися під владою феодальної Польщі. Так, згідно з Андрусівським договором 1667 р., Правобережна Україна, крім Києва, перейшла під владу шляхетської Польщі, котра зобов´язалася не обмежувати «грецько-руську» релігію. Тільки на Галичині, на Волині і Поділлі польська влада була відносно міцною, однак і тут унія не набуває значного поширення до кінця XVII ст. Наприклад, Перемишльська єпархія переходить до унії (УГКЦ) лише в 1692 р., Львівська — в 1700 р., Луцька — в 1702 р. Всі церкви Турківщини, що побудовані до 1700 року були православними.

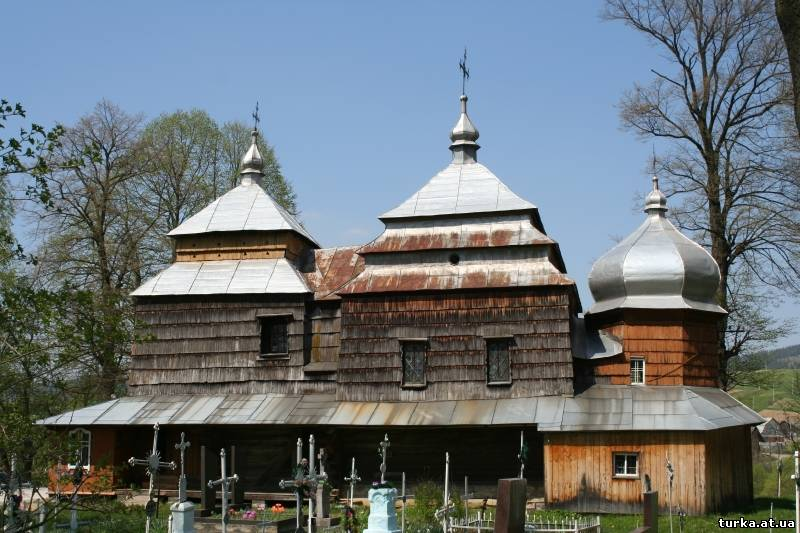

У нижньому кінці села на пагорбі над Дністром стоїть дерев'яна церква ведення в храм Пресвятої Богородиці, споруджена у 1639-1680 роках. Храм є пам'яткою архітектури національного значення. Майстер — Григорій Тесля з Дрогобича. На вході до церкви Введення Пресвятої Богородиці висить пам'ятна дошка з таким надписом: «Найбільшому украіньскому поетови Тарасови Шевченкови в столітнї роковини уродин 1814—1914».
Найдавніші дані про сільську церкву походять з податкового реєстру 1507 р. В 1558 р. церква отримала привілей на лан ґрунту від польського короля Сигізмунда Августа. У 1680 р. на лівому березі Дністра на горбку, званому Маудзин, майстер-тесля Григорій з Дрогобича громадським коштом виставив існуючу церкву, про що повідомляє різьблений напис на перехресному сволоку нави.
Ймовірно, цей майстер збудував нову наву та бабинець з дзвіницею, залишивши попередній вівтар, на якому є прибитий (не перебиваний) поховальний дерев'яний хрест з написом про поховання (1639 р.). Отже, вівтар походить з перед 1639 р. У 1899 р. добудовано північну ризницю, про що сповіщає напис олівцем на надпоріжнику дверей.
Коло 1937 р. простір під піддашшям перед бабинцем зашили дошками. У 1957—1989 рр. в зачиненій церкві було влаштовано бібліотеку. В 2002 р. з півдня добудовано муровану з цегли ризницю. Тоді ж розпочато будову загати з вівтарної сторони, у рівень з піддашшям. При цьому зрізані випусти вінців зрубу. Церква у користуванні громади УГКЦ.
Долішня церква розташована скраю села на пагорбі, за Дністром, на сільському цвинтарі. Будівля дерев'яна, тризрубна, триверха бойківського типу. Складається з квадратової в плані нави, до якої зі сходу прилягає гранчастий вівтар, а з заходу — прямокутний бабинець. Над бабинцем здіймається стовпова вежа-дзвіниця, могутні стовпи якої охоплюють його ззовні, подібно до лемківських церков.
На другому ярусі бабинця влаштована каплиця, оточена відкритою галереєю (тепер закрита), а на третьому — стовпова дзвіниця. Наву вінчає чотирибічний наметовий верх з трьома заломами, над бабинцем — такий же верх з одним. Вівтар вкритий цибулястою бароковою банею з ковніром, встановленою на восьмерику. Церкву оточує піддашшя на фігурних випустах вінців зрубів.
Під стовповою дзвіницею був відкритий простір, перетворений тепер в закритий ґанок. Стіни надопасання, восьмерика і заломів кожуховані гонтами. На захід від церкви розташована нова дерев'яна триярусна дзвіниця, вкрита наметовим дахом, зведена у 2002 р.
У центрі села знаходиться храм Св. Дмитра Солунського.

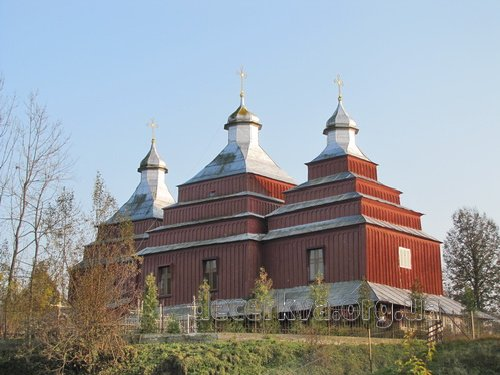

Вперше місцева церква згадується у 1558 р., у зв'язку з наданням їй привілею польським королем Сигізмундом Августом. Церква, попередня сучасній, збудована в 1681 р. при ній була метрика з 1785 р, з тесаного дерева коштом громади, згоріла у 1889 р.
На її місці у 1890 р. зведена дерев'яна церква у бойківському типі, про що доносить різьблений напис на одвірку західних дверей церкви: «Въ роцъ 1890 дна 4того чєрвця». Закрита з 1957 по 1989 р. Після відкриття для богослужінь у 1989 р. переосвячена на церкву Св. Дмитра. Церква у користуванні громади УПЦ КП.
Горішня церква розташована посеред села на підвищенні, недалеко від Дністра-Шепоту. Тризрубна будівля на мурованому фундаменті. Складається з трьох квадратових зрубів (нава — ширша), розташованих по осі схід-захід. До вівтаря, по обидві сторони, прилягають вузькі прямокутні захристії, до бабинця з заходу добудований ґанок, пізніше засклений.
Три основні об'єми вінчають високі тризаломові пірамідальні верхи, вкриті наметами зі зрізаними гранями та завершені сліпими восьмибічними ліхтарями з маківками. Оперізує церкву піддашшя, оперте на випусти вінців зрубів, під яким сховані захристії та ґанок. Стіни підопасання — відкритий зруб, надопасання — ошальовані вертикально дошками і лиштвами.
На південний захід від церкви розташована дерев'яна триярусна дзвіниця. Нижні два квадратові яруси її зрубної конструкції, а верхній восьмибічний — стовпової. Вкрита дзвіниця восьмибічним стіжком з маківкою. На одвірку вхідних дверей вирізьблена дата побудови — «1893».
Жукотинський деканат, с. Вовче.
Церква Введення в храм Пресвятої Богородиці — 1680
Церква Різдва Пресвятої Богородиці 1890
1868 р.
Долішне Попівство.
от. Онуфрій Ганкевич
от. Михайло Солтис
На парафії в с. Вовче (приблизно) із 1883 р.
от. Володимир Бозюк
от. Василь Яремкевич 06.01.1860 — 1947
Було Одне Попівство — де жили сім'ї священників.

Богослужіння у церквах села відбувалось двома священниками.

Інша сільська церква святого Миколая Чарнецького, збудована 1900 року у стилі неоготика. Спершу тут була кірха святих апостолів Петра і Павла. У 1917 році військові забрали на переплавку два з трьох дзвонів, встановлених у храмі. У радянські часи храм використовувався для господарських потреб, а ще у ньому діяв музей атеїзму. При цьому всі розписи на стінах замазали. У червні 2003 р. передана греко-католицькій громаді горішньої частини Вовчого та освячена на церкву Св. Миколая Чарнецького. Церква у користуванні громади УГКЦ.
Розташована церква при пагорбі «Свята гора» при сільській дорозі. Орієнтована вівтарем на північ. Однонавова дерев'яна будівля з прямокутною навою та вужчим гранчастим вівтарем.
«До вівтаря у 2009 р. з обидвох сторін прибудували невеликі дерев'яні захристії накриті односхилими дахами, мають стіни вертикально шальовані дошками — моє доповнення». До нави прилягає квадратова в плані вежа-дзвіниця, у підвежжі якої міститься невеликий присінок.
Нава вкрита двосхилим дахом, вівтар — п'ятисхилим. Стіни шальовані вертикально дошками і лиштвами. Внутрішній вистрій ще не був уряджений.
29 червня владика Григорій, єпископ-помічник Самбірсько-Дрогобицької єпархії, відвідав з душпастирським візитом парафію с. Вовче на Турківщині. Єпископ після оновлення місцевий храм та новий престіл.
Під час Архиєрейської Літургії владиці Григорію співслужили о. Михайло Савчак, адміністратор парафії, та священики Турківського і Бориславського деканатів.
Наприкінці богослужіння владика Григорій подякував о. Михайлу Савчаку за душпастирське служіння і нагородив його протоієрейським хрестом.
Протоієрей  Василь  Лило включений  у  склад  української  делегації, що  була  у  Стамбул  для  під час отримання  Томосу.

## Господарство

Місцевий колгосп у радянські часи мав за собою закріплено 2617 га сільгоспугідь, з них 1378 га ріллі. Колгосп було створено у 1941 році ім Шевченка. Щоб краще фінансово розвиватися головою колгоспу у 80 роках було ініційовано перейменування на честь Кірова, що давало можливість від партії вимагати більшої фінансової уваги до розвитку колгоспу. До складу колгоспу входила територія села Присліп. Колгосп було зруйновано за 7 днів мешканцями села у 1999 році. Останнім головою колгоспу під новою назвою «Дністер» був Михайло Староста. Спеціалізація — вирощування зернових культур, льону, м'ясо-молочне тваринництво, свинарство. У 1996 році у с Вовче зареєстровано МПП «Дністер -2» -керівник Михайлик Б. О.
Територія сільської ради багата на ліси та лісові ресурси, які є основою економічного розвитку місцевого населення. Розширена інформація про наявну флору та фауну на цій території, оцінку загроз, орієнтири, заходи та рекомендації щодо ведення лісового господарства та наступного лісовпорядкування наведено в додатку «Настанови збереження біорізноманіття у лісфонді Вовченського лісництва». Тут переважно зростають високопродуктивні ялинові та ялиново-ялицево-букові деревостани. Щорічний розрахунковий розмір рубок головного користування переважно в ялиновому господарстві встановлений лісовпорядкуванням 1998 року для згаданих лісництв лісгоспу. Цей вид користування намічено проводити переважно способом суцільно вузько лісосічних рубок. Рубки, пов'язані з веденням лісового господарства щорічно проводяться в цих лісництвах. Основними видами рубок є рубки догляду і вибіркові санітарні рубки. З побічних лісових користувань в лісництвах здійснюється: випасання худоби, заготівля сіна, дикорослих плодів, горіхів, грибів, ягід, лікарських рослин. Наявних сіножатей для задоволення потреб лісового господарства і сільської громади в лісництвах вистачає. Випасання худоби на території лісництв проектується з розрахунку 1 голова ВРХ на 5 га загальної площі. Фактично на території лісового фонду випасається всього близько 2700 голів великої рогатої худоби.
Корисні копалини За геологічними даними в околицях села знаходяться родовища нафти та газу, це ділянки: Вовчанська, які знаходяться в 1-3 км на південний захід від с. Вовче.
Громада с. Вовче має достатню кількість сінокісних, а особливо пасовищних угідь для випасу худоби в літній період на території за межами населеного пункту. З обласного та державного бюджетів виділяються значні дотації для розвитку тваринництва. Молода яловичина, сир особливо зараз користуються великим попитом та значно виросли в ціні. Вовчани вирощують 4100 свиней  які утримуються в приватних стійлах Все це дозволяє господарям, які утримують свиней та корів не тільки забезпечувати себе окремими продуктами харчування, але й фінансово підтримати свою сім'ю. Вирощування поросят -основний засіб існування.
Розвиток сільського господарства.
1.Посилення сприяння товарного спрямування селянського господарства на основі кооперації — розвиток вівчарства, свинарства, тваринництва, бджільництва.
2. Підтримка інших напрямків сільського господарства — розведення птиці, кролів, організація рибних господарств на відновлених колгоспних ставках.
3. Створення пунктів приймання (закупки) сільськогосподарської продукції (м'ясо, молоко, сир, вовна, шкіра).
4. Відбудова та утримання гірських доріг до пасовищ.
Основні шляхи досягнення цілей:
- зацікавлення тих громадян, які утримують овець та корів в збільшенні їх поголів'я, створення нових сільських господарств з розведення овець, корів, бджіл, птиці, кролів, вирощування риби, шляхом виділення земельних ділянок, допомоги в реалізації продукції, відзначення на святах села та району, інше;
- стимулювання розведення української гірсько-карпатської породи овець;
- залучення до створення приймальних пунктів сільськогосподарської продукції (м'яса, молока, сиру, вовни, шкіри) управління агропромислового комплексу райдержадміністрації, підприємців не тільки з мешканців села, а всіх зацікавлених;
- проведення ремонту та утримання гірських доріг (розчистка від каміння, містки, підсипка дороги) та розчистки сінокосів і випасів на основі добровільних громадських робіт з числа зацікавлених у сінокосінні та випасі на пасовищах худоби, та за підтримки сільської ради, держлісгоспу, тощо; започаткування проведення таких робіт обов'язково один раз на рік, інше — по потребі;
- не погодження вилучення земель с\г призначення, сінокосів та пасовищ під розширення території для лісового фонду.
Стратегічна ціль. Забезпечення комфортних умов проживання мешканців села.

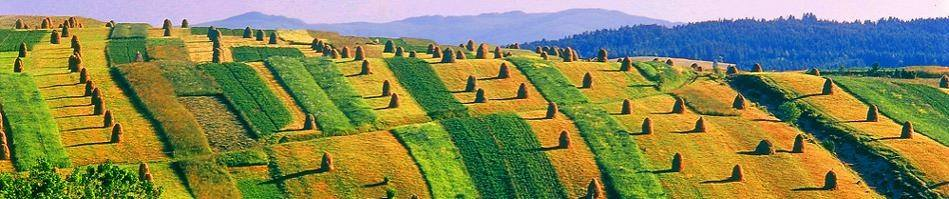

1. Створення сільськогосподарського кооперативу «Дністер».
2. Будівництво локальних очисних споруд.
3. Розроблення заходів по збору та утилізації сміття.
4. Ремонт існуючих та будівництво нових доріг.
5. Будівництво берегоукріплень.
6. Будівництво літніх  таборів для молоді.
7. Будівництво малих вітрових та сонячних електростанцій
В межах сіл Присліп, Вовче, Шум'яч, Жукотин, Дністрик Дубовий, Бережок, Лімна, Хащів, Боберка, Шандровець, Верхня Яблунька, Нижня Яблунька та Лопушанка діє Вовченське лісництво ДЛГП «Турківського лісгоспу». Лісовий фонд Вовченської сільської ради знищений суцільними рубками.
ВОВЧЕНСЬКЕ  ЛІСНИЦТВО ДП «ТУРКІВСЬКИЙ  ЛІСГОСП».
На  даний  момент лісництво  має у  власності двоповерховий  цегляний  будинок загальною  площею — 380 м кв. Вільна площа — 120 м кв. Лісництво  обслуговує 680 га  лісових угідь на  території Вовченської сільської  ради, до  його складу входить  територія  сіл Хащівської  сільської  ради, Лімнянської сільської  ради, Присліпської  сільської ради, Шандровецької, Верхньояблунської  та  с Дністрик -Дубовий Боберківської сільської  ради. Кількість працюючих — 70 чол.
У  селі  Вовче  також  розміщена центральна садиба Вовченського лісництва КП Турківське лісове господарство «Галсільлісу».
На схід від села розташована комплексна пам'ятка природи «Витік р. Дністер». Поблизу села Вовче біля гори Розлуч тече маленький струмочок, під назвою Старе Поле. А насправді цю тоненьку ниточку холодної води варто називати гучною назвою Дністер, тут починається водна артерія Галичини, яка завершується впадінням в Чорне Море неподалік від міста Одеса. Село Вовче стоїть на двох берегах річки. Тутешні села ще можуть похвалитися тим, що річка тече центром населеного пункту.

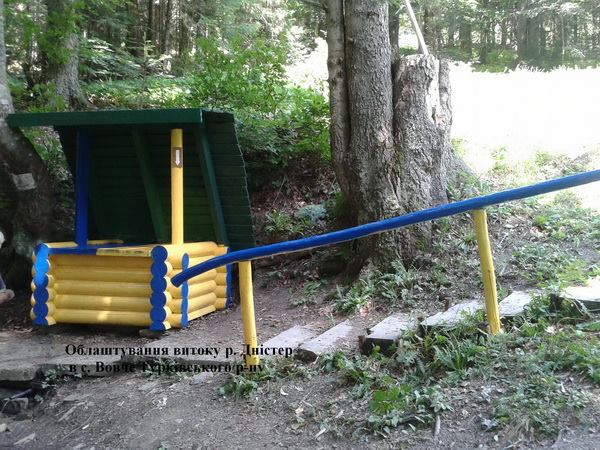

Зараз витік Дністра — пам'ятка природи, розміщена між селами Шум'яч, Розлуч, Вовче, але очевидно ближче до Вовчого. Площа заповідника 54 гектари, розміщений на території Турківського держлісгоспу Вовчанського лісництва. Тут багато ялинок і смерек, ці хвойні і охороняються. Крім витоку Дністра тут є інші мінеральні джерела з чистою водою, мальовниче заповідне місце.

## Соціальна сфера

### Школа

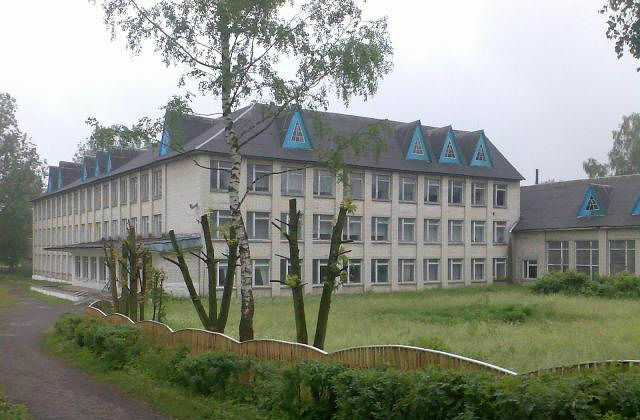

У селі Вовче розташований Вовченський НВК — загальноосвітня школа І-ІІІ ступенів (розрахована на 750 дітей), вона розміщена в одному корпусі, який побудований 1972 році. Станом на 2017 р у школі навчається 142 учня. Вовченський  НВК може стати центром освітнього округу для  всіх  населених пунктів від  Вовчого  по  Лопушанку. При школі до 2000 року існував гуртожиток для учнів із інших сіл, будинок для вчителів, спортзал, баня, гаражний комплекс, кочегарка. Біля школи  знаходиться   шкільний футбольний  стадіон  та спортивний  ігровий   майданчик.
У 2013—2014 рр було реалізовано два  проекти  ПРООН та  ЄС «Місцевий  розвиток, орієнтований  на громаду»  «Енергозберігаючі заходи — заміна вікон у  школі села  Вовче».
У 2015 році село Вовче стало переможцем обласного  конкурсу мікропроектів  місцевого  розвитку Львівської  обласної  ради «Заміна вікон  у  шкільній їдальні», а у 2016 році громада знову переможець проекту ЛОР «Заміна вікон у шкільному спортзалі села  Вовче».
У 2017 році громада знову перемогла у конкурсі мікропроектів з проектом «Реконструкція санвузлів у Вовченському НВК». За кошти Львівської обласної та Турківської районної ради відремонтовано внутрішні туалети НВК, проект був поданий ГО «Агенція регіонального розвитку Турківщини» (голова ГО — М.Лило).
Важливим  чинником  суспільного життя є  стан шкільної  освіти, освіченість населення.
Німецький  канцлер Отто фон  Бісмарк говорив: «Дайте мені 2 тисячі  учителів, і я збудую велику і сильну Німеччину».
На жаль, наш народ на  довгі роки втратив свою  самостійність. Монголо-татарська навала привела до того, що  Київська  Русь, а  потім Галицько-Волинське  князівство потрапили в залежність від інших держав, Галичину у XIV ст. загарбала  Польща. Їй не  потрібні  були  освічені  люди. Більшість населення  не вміли ні  читати, ні  писати, це  була темна  ніч  неуцтва. Шкіл, які б давали освіти не було. І лише в рідких  випадках  батьки тих дітей, які цікавилися наукою, посилали їх зимою до  дяка або до якогось газди і там вчилися читати, рахувати та  співали церковні  пісні. В деяких селах самі  священники вчили дітей грамоти.
Пройшов  час, і Польщу спіткала така сама доля. У 1772 році відбувся поділ Речі  Посполитої. Потім був другий, третій. Польську державу розділили між  собою Австрія, Пруссія, Росія. Частина польських  земель і  Галичина увійшли до складу Австрії. Там у той  час правили освічені монархи  Марія Терезія та її син Йосип II. У 1774 році  був  прийнятий  закон, за яким всі діти шкільного віку мали вчитися в школі, але тоді школи ще не прийшли в наш край. Першу  школу в повіті було відкрито в Турці у 1785 році.
У Вовчому перша  школа була  відкрита у 1818 році, це була тривіальна(державна школа). Таких  шкіл у повіті було 6: у Лімні, Либохорі, Бітлі, Верхній  та  Нижній  Яблінці. Ці школи  належали до цісарського двору. У Жукотині, Шум'ячі і Прислопі працювали парафіяльні школи(дяківки). Покищо невідомо, де була у селі Вовче розміщена перша  школа в часи її закладення. Можливо, спочатку в домі пароха, як і в більшості парафіяльних шкіл. Але невдовзі громадою села було збудовано спеціальне приміщення. Перед школою стояло завдання: не продукувати вчених, а залучити до ремесла тих дітей, яких батьки займаються, давати дітям більше знань і  умінь. Дітей  вчили катехизму, читати, писати, рахувати, а також основ  ремесла. Дівчат вчили шити, вишивати, вязати. Хлопчаків — основ бджільництва, городництва, садівництва. Школа  була  2-річна. I вчителем у с Вовче був Г Скрипух. Він віддав школі  більше 40 років. Щорічно навчав 50-60дітей. Закінчив Дрогобицьку учительську  школу у 1821 році і мав високі знання. У школі того часу була  сувора дисципліна. За  непослух дітей карали різками. Вчитель мав статус державного службовця. Йому надавали безоплатне житло, паливо та  прислугу. Платили щороку по 100 злотих римських.
У XX ст. до I світової війни завідував школою Степан Волосянський. Учителями працювали його дружина Марія Волосянська, Дмитро Гординський, Володимир Ходжай, Іванка Ходжай (Яремкевич), дочка місцевого священника. Школа не була обов'язковою. У 1910 році із 265 дітей, які проживали в селі школу відвідувало 160 учнів. Багато дітей батьки не посилали до школи через те, що діти влітку допомагали батькам працювати на полі. А взимку не було в що взутися. Тому  багато людей  були не письменними. Про це Іван  Франко. Який побував на  Турківщині у 1861 році в поемі «Вандрівка русина з бідою» писав: Приїхали аж у Турку
Ходять бойки, як на шнурку
Пита  русин: є в вас школи?
Є, та дуже вчать поволи.
Перша світова війна призвела до того, що в 1918 році в Австро-Угорщині почалась революція. Клаптикова імперія розпалася. Галичину захопили поляки. У 1924 році був виданий закон, який заборонив навчати дітей рідною мовою. Колонізатори організовували шкільний плебісцит, сподіваючись, що населення байдуже  поставиться до мови навчання, проте вони помилилися. Вже у серпні 1925 року інспектору шкіл у Турці було вручено 1 декларація від 23 дітей, щоб навчання у школі велося українською мовою. Дещо пізніше така заява була надіслана у Львів від батьків 153 домів. На цей час у селі були 3 школи, 2 українські у центрі, у яких навчалось 283 дітей, і на Каплунівці – польська, у якій навчалось 22 учні, у тому числі 6 євреїв. Активну участь у відстоюванні української мови взяли вчителі Володимир та Іванна Хаджай. 20 вересня 1927 року таку ж заяву було відправлено у польське Міністерство освіти. Сім років відстоювали вовчани рідну  мову, проте марно. Школи стали двомовними (польсько-українськими), але з польською мовою навчання.
У 1923 році вводяться 3 ступенів шкіл: I — ст 4-класні школи, II — ст 6-класні школи, III - 7-класні школи. Школу в центрі села було віднесено до II ст.
1 вересня 1939 року почалась II світова  війна. 17 вересня 1939 року Червона армія перейшла р. Збруч. Почалась нова окупація і впровадження радянської системи освіти.
Під час німецької окупації навчання в школах було припинено і відновлено у 1944 році.
Перед школою було поставлене нове завдання: формувати в учнів марксистсько-ленінський світогляд на прикладах Павлика Морозова та Зої Космодем'янської. У кожній школі створювали піонерську та комсомольську організації. Було заборонено вивчати релігію. Почалась русифікація, яка з кожним роком посилювалася все більше. Мова спілкування — російська.
Директором школи після  війни протягом 9 років був Чучупак Степан Демянович. Він  намагався відмежувати навчання  від гострих політичних процесів, які відбувались в краї. Наприкінці 1950 року почався новий  етап у розвитку  школи. ЇЇ було реорганізовано у середню. Громадкість села  власними силами виготовила  необхідне обладнання для  класу, а протягом наступних  років з власних матеріалів і власними силами збудували нове одноповерхове приміщення  школи. Та всі учні у новій  школі не вміщувалися. У нижньому кінці села, у колишньому попівстві, і у верхньому  кінці на  Каплунівці (старе  шкільне приміщення) вчилися  діти початкових класів.
У 50-60 рр за скеруванням  Міністерства  освіти в село прибули випускники з різних вишів України. Це - Леонід  Бурчак, закінчив Київський інститут іноземних мов, директор школи, Михайло Гайовий – Київський державний  університет, вчитель фізики, Людмила  Солодка – Харківський університет, вчитель математики, Марія Волосожар - Кіровоградський інститут, вчитель історії.
У 1972 році була збудовано нова школа, у якій і зараз навчаються школярі. Багато сил для її будівництва віддав тодішній директор школи Федько М. М. Вже у новозбудованій школі директорами були Кузан М.М, Пасьович А. Г.
З 1953 року по 2017 рік Вовченська школа випустила 3 тисячі випускників, переважно жителів села та найближчих сіл, де були відсутні на той час середні школи. Багато із них продовжили навчання у різних навчальних закладах України та світу. Ось деякі з них:
- Крупський Юрій – професор.
- Лехновський  Павло — журналіст
- Лило Василь – адвокат
- Маудза Семен Михайлович — викладач Київського військового бронетанкового училища, закінчив вищу Московську Академію.
- Петрович Йосиф - доктор економ наук
- Вовченський Іван — заслужений тренер.
- Максим Л. Д. вчитель історії Вовченського  НВК.

У селі є постійно діюча футбольна команда «ДНІСТЕР». Команда бере участь в обласних змаганнях та в чемпіонаті Турківського району з футболу.

### Амбулаторія
у селі наявні сільська Лікарська амбулаторія, поштове відділення, відділення ощадбанку, ФАП, Будинок культури (350 місць), а при ньому — сільська бібліотека(8000 книг) і музична школа. Також функціонують 10 магазинів та 5 пилорам. У центрі села Вовче розміщений молодіжний диско-бар «МАГНАТ».
Лікарська амбулаторія розміщена у центрі села Вовче у приміщенні адмінбудинку Вовченської сільської ради. Загальна площа—90,9 м.кв. Штатна чисельність працівників — 9 осіб (із них 1 особа лікар, 5 осіб - молодший медичний персонал.
У 2018 році в лікарській амбулаторії села Вовче реалізовано проект ООН та ЄС «Місцевий розвиток, орієнтований на громаду-III». За кошти Європейського Союзу та ООН було встановлено сучасне інноваційне опалення (тепловий насос повітря — вода) та замінено двері. Такого опалення немає в жодній установі Турківського району.

### ФАП
Загальна площа — 68,96 м кв. Чисельність працюючих — 2  особи. Стан споруди хороший

### Народний дім
Кількість працюючих — 4 особи. У складі будинку «Просвіта» діє фольклорно-етнографічний народний колектив «Дністер» — 20  осіб, діє 6 гуртків  народної творчості. Стан будівлі хороший, в останні роки проведено поточний ремонт, оновлено сценічний одяг та музичний інвентар.

### Сільська бібліотека
Загальна площа 78,4 м кв. Чисельність працюючих — 2 чол. Стан приміщення - задовільний.

### Відділення «Укрпошти»
Загальна площа - 80,2 м кв. Чисельність працюючих — 3 осіб. Стан приміщення - хороший.

### Відділення зв'язку «Укртелеком»
Загальна  площа - 30,2 м кв. Чисельність працюючих — 2 особи. Стан приміщення — хороший.
У 2017 році за сприяння сільської голови — Віри Дупіряк у приміщенні Вовченської сільської ради відкрито аптеку.
У 2018 році за підтримки депутата ВРУ Андрія Лопушанського на футбольному майданчику встановлено роздягальню для футболістів та обгороджено Народний дім.
Вовченська сільська рада має у своїй власності двоповерховий адміністративний будинок загальною площею — 447,6 м кв. Вовченська сільська рада надає в оперативне користування приміщення для сільської лікарської амбулаторії, відділення «Укрпошти», сектору зв'язку «Укртелеком». На даний період часу у наявності вільні площі – 140 м кв, є в наявності актовий зал на 50 осіб. Штатна чисельність — 7 осіб. Стан будівлі хороший, проведено капітальний ремонт. На балансі сільської  ради є  в наявності облаштований сільський футбольний стадіон ФК  «Дністер» та літній концертний майданчик.

## Бюджетна характеристика
Загальний обсяг бюджету сільської ради на 2016 рік — 360 тисяч грн. Із них: Закріплені доходи:
- Акцизний збір — 7,5 тис. грн.
- Попенна плата — 15,8 тис.грн.
- Земельний податок — 0,9 тис. грн.
- Орендна плата з фізичних осіб - 1,5 тис. грн.
- Єдиний податок — 33,4 тис. грн.
- Інші доходи та збори — 16,4 тис. грн
- Дотація — 264,5 тис. грн.

## Перспектива збільшення бюджетних надходжень
Вовченська сільська рада має потенціал для збільшення податкових надходжень та зменшення дотаційності до 50 % після реалізації трьох інвестиційних проектів.
- Побудова каскаду вітрових електростанцій (ВЕС) підприємством ТзОВ «Дністер Енерджі».
- Відкриття молокозаготівельного та переробного підприємства (СГ кооперативи).
- Будівництво рекреаційної бази відпочинку біля витоку річки Дністер.

Вовченською сільською радою проводиться інтенсивна робота із створення на території ради обслуговуючих сільськогосподарських кооперативів, малих підприємств із виготовлення будівельних матеріалів та надання послуг із ремонту автомобілів, аптечного обслуговування.
На території Вовченської сільської ради діє громадська організація «Агенція місцевого розвитку села Вовче» — голова ГО Володимир  Кузан. Голова колгоспу 1980 рр — Анатолій Римарчук любив дуже футбол, що у свою чергу привело до успіхів місцевої команди ФК «ДНІСТЕР» на обласному рівні.
У 2016 році у с Вовче завдяки мікропроєкту Львівської обласної ради відновлено освітлення вулиці Центральна (центр села). У 2018 році планується зробити освітлення з Каплонівіки до центра села (2 км 100 метрів).
У 2015 році Вовченська  сільська рада стала  переможцем конкурсу Львівської обласної ради «Екологічно чистий населений пункт». За призові кошти громада села Вовче закупила та встановила контейнери для сміття.
Наразі Вовченська сільська рада є центром культурного життя молоді та освіти. Культурно-масові заходи Народного дому села Вовче відвідує молодь із сіл  Жукотин, Бережок, Лімна, Присліп та Хащова.

## Транспортне сполучення
Наразі це єдине транспортне сполучення з Лопушанки через село Вовче  до м. Турка та до Львова. Всі автобусні маршрути з кінцевої станції села Лопушанка, яке є прикордонним, проходять через село Вовче в напрямку районного та обласного центрів.
У 2018 році за сприяння депутата Львівської обласної ради Михайла Дзюдзя розпочато роботи по підведення газопроводу високого тиску з м. Турки до с. Вовче.
Вовченський кущ потребує відкриття митного переходу з Польщею у с. Лопушанка.

## Основні проблеми
• відсутність генерального плану села;
• поширення непродуктивної самозайнятості;
• поганий стан інфраструктури доріг села (в критичному стані «Стара» та «Нова» дороги);
• нерозвиненість туристичної галузі (сільського зеленого туризму).

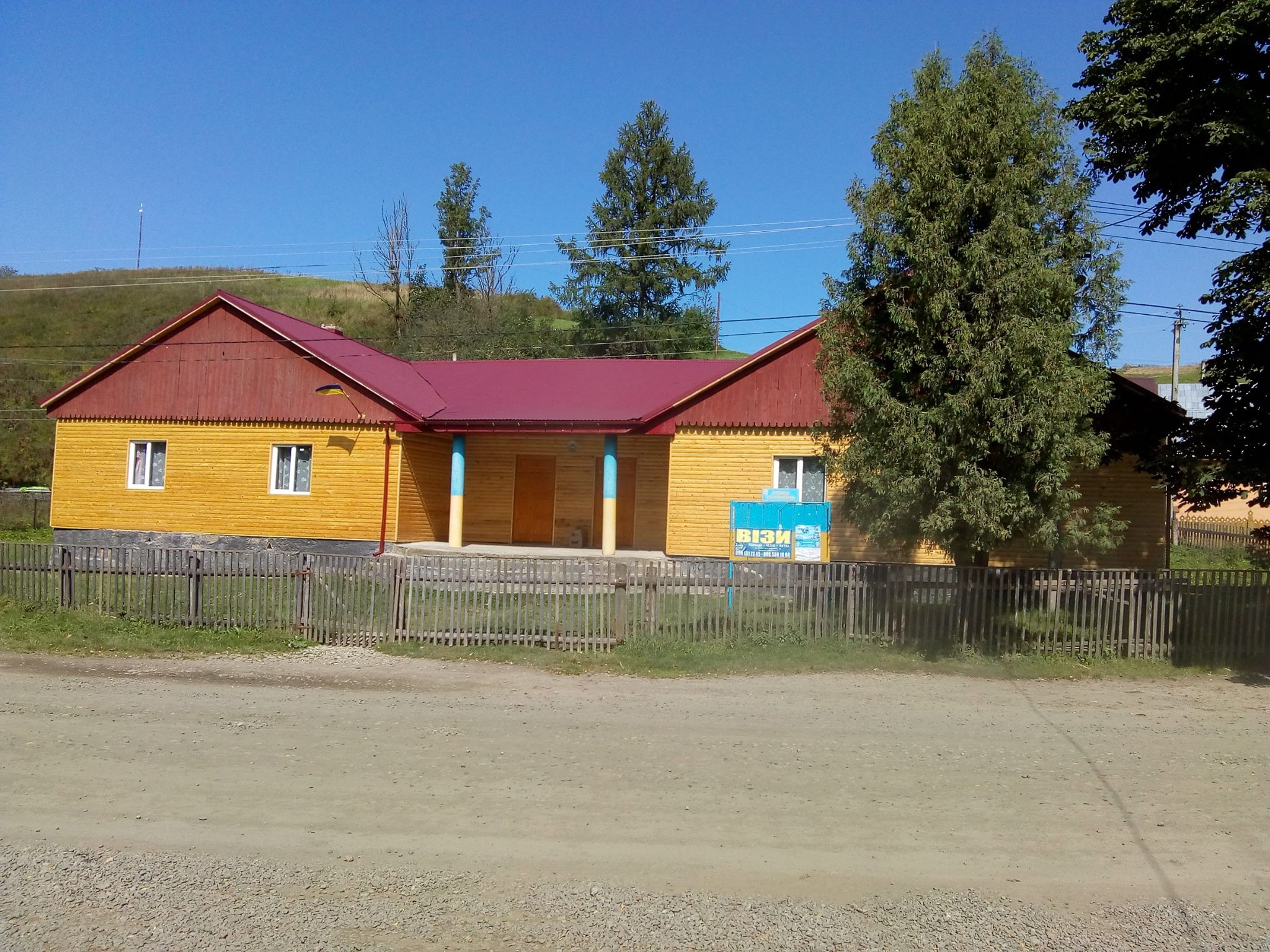

• дрібнотоварність сільськогосподарського виробництва, відсутній розвиток фермерства та відсутність сільськогосподарського кооперативу.
Основні шляхи досягнення цілей:
- виділення земель за меж населеного пункту для розширення території села;
- придбання спецтехніки для вивезення сміття на облаштоване сміттєзвалище, придбання урн для збору сміття на кожне дворогосподарство та біля громадських місць (магазини, бари, кафе, адмін будівель);
- розробка та затвердження на сесії сільської ради «Порядку залучення коштів на розвиток інфраструктури села»;
- проведення обстеження на предмет будівництва водозабору та очисних споруд для обслуговування населеного пункту, виготовлення проектно-кошторисної документації на розміщення цих споруд;
- обстеження небезпечних ділянок берегів річки Дністер, потічків та розробка проектно-кошторисної документації на берегоукріплювальні роботи;
- приведення до ладу наявної відпочинкової території, виготовлення та встановлення тут місця для відпочинку та дитячого спортивного майданчику (відновлення 3 ставків, бесідки, лавочки, спортивне знаряддя, дитячий куточок, освітлення, тощо). — заміна непридатних чи аварійних ліній електропередач на центральній і в першу чергу на бічних вулицях села

Бачення майбутнього села Вовче — це екологічно чиста місцевість з красивими бескидами, вмілим використанням природних лісових ресурсів, це туристичний край з розвинутими туристичними маршрутами, екологічно чистими сільськогосподарськими продуктами, збереженими національними традиціями  та гостинними забезпеченими бойківськими ґаздами.

## Видатні люди

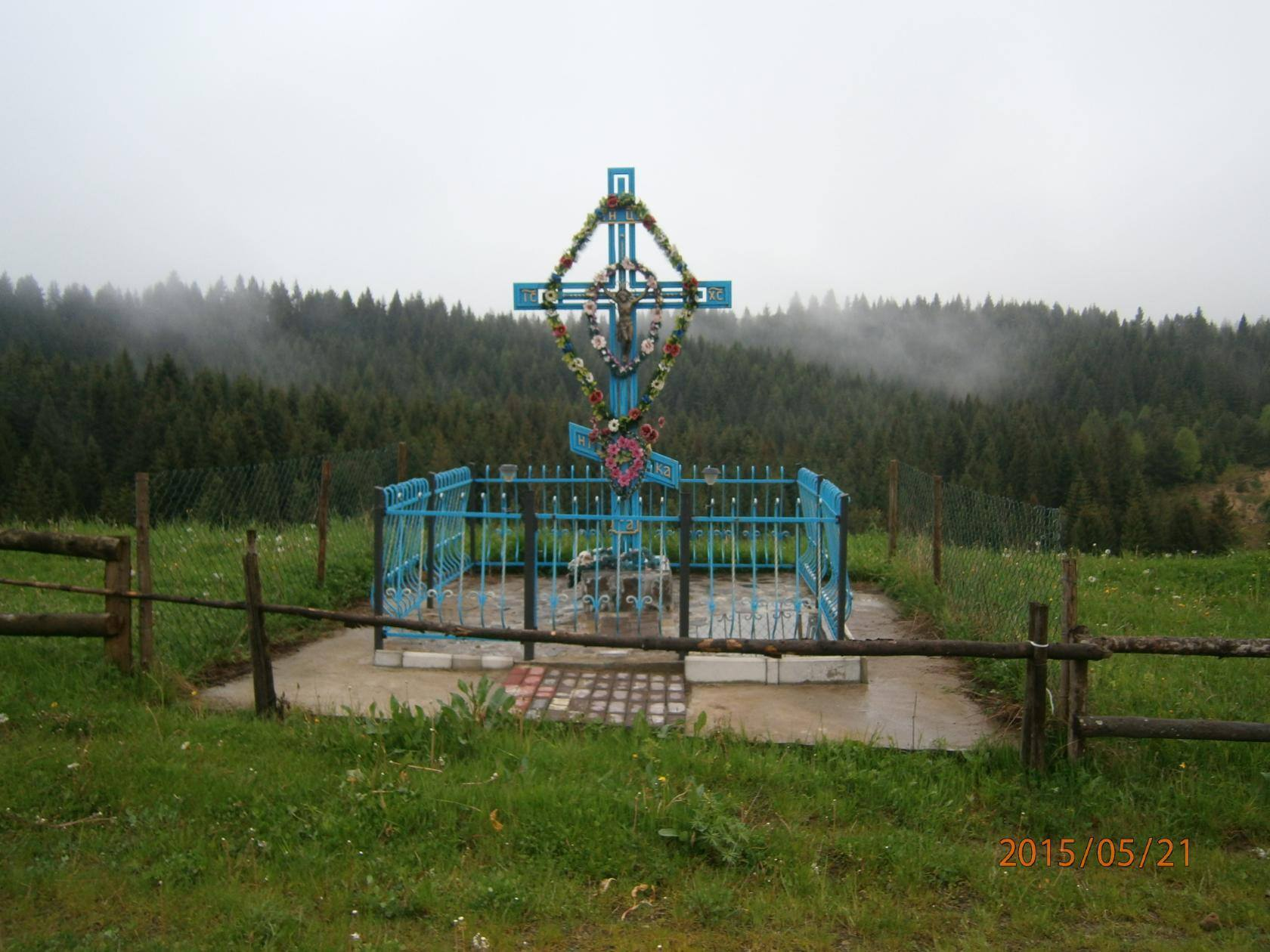

- Матвієнко Андрій уродженець села Минківка Валківського району Харківської області. Батька та заможного діда вивезли на Сибір, мати передчасно померла.[1]

Закінчивши військове училище, молодший лейтенант РСЧА. У 1939 році Андрій Матвієнко був направлений на Галичину. Тут познайомився із місцевою дівчиною Ганною, почав висловлювати антирадянські погляди і був ув'язнений у львівській в'язниці. Військовим трибуналом засуджений до розстрілу.
Із початком німецько-радянської війни втікає з тюрми і встановлює контакти із українськими націоналістами. На 1944 рік — в підрозділі УПА, курені «Скажені» Василя Андрусяка («Різуна»). Брав участь у розробці військових операцій проти НКВС в Карпатському краї, зокрема завдяки Андрію Матвієнку були розбиті підрозділи ВВ НКВД між селами Ясінка та Ластівки, біля річки Стрий, поблизу села Головецького біля гори Магура та у селі Вовчому, де повстанці знищили чекістську заставу та захопили кількох старшин, зокрема підполковника Лаптєва.
«Зір» також був крайовим провідником СБ ОУН(б) Карпатського краю, вів роз'яснювальну роботу серед привезеної зі Східної України інтелігенції. Зустрічався із Романом Шухевичем під час наради у селі Вовчому (Турківський район Львівської області).
Загинув Андрій Матвієнко («Криниця», «Зір») в липні 1949 року в урочищі Стебний біля села Лімна, на Львівщині, обложений чекістами. Поранений, не бажаючи потрапити в полон, «Зір» пустив кулю в скроню. Разом із ним загинули двоє охоронців — «Хвиля» та «Бучко».
- Валько Г. Ф. — комуніст, обраний до радянських маріонеткових Народних зборів Західної України.
- Вендзиловський Іван (1810-?) — український художник-самоук, який проживав у селі.
- священник Онуфрій Ганкевич — у селі Вовче Іван Франко зустрічався зі священиком Онуфрієм Ганкевичем, який був знайомий з Маркіяном Шашкевичем.
- Струць Іван Федорович — перший голова колгоспу Щорса або Французької комуни.
- Савчин Михайло Семенович (07.07.1935 -24.02.2016рр) — декан історичного факультету ДДПУ.
- Федорко Іван Іванович (1942 — 10.08.2013) — під час сходження на найвищу вершину Карпат — Говерлу раптово помер. Досвідчений нейрохірург за час своєї лікарської праці не одному врятував життя, а в нього самого воно обірвалося на високій кручі, де йому ніхто нічим не міг допомогти.
- Римарчук Анатолій Васильович — голова колгоспу ім. Кірова
- Лукачович (Цимбрило) Людмила — лісничий Вовченського лісництва
- Кузан Микола Миколайович- директор школи.
- Крупський Юрій Зіновійович — (01. 06. 1941, с. Вовче Турків. р-ну Львів. обл. у родині священника, батько був закатований НКВС у 1941 році, мати померла у 1951 році) — геолог. Д-р геол. н. (2000). Закін. Львів. політех. ін-т (1962). Працював 1962–75 у Пасічнян. конторі буріння (Надвірнян. р-н Івано-Фр. обл.); 1975–81 — у Івано-Фр. ін-ті нафти і газу; 1981–86 — гол. геолог Калус. нафтогазорозв. експедиції глибокого буріння, 1986—2003 — гол. геолог підпр-ва «Західукргеологія» Нац. акц. компанії «Надра України»; від 2005 — гол. н. с. НДІ нафтогаз. пром-сті Нац. акц. компанії «Нафтогаз України» (Київ). 2001–11 — проф. кафедр корис. копалин, істор. геології, екол. та інж. геології і гідрогеології Львів. ун-ту. Брав безпосередню участь у відкритті бл. 30 родовищ нафти і газу в Зх. нафтогазонос. регіоні України і 4-х в Уренгої (РФ). Вивчає проблемні питання геодинаміч. розвитку складчастопокрив. структури Карпат, Передкарп. і Закарп. прогинів, Волино-Поділля, а також їх нафтогазоносності, перспективи подальших напрямів геол.-розв. робіт у цих регіонах. У 1957 році закінчив Вовченську школу із золотою медаллю.
- Крупський Богдан Любомирович — народився 24 січня 1955 року у с. Вовче Турківського району Львівської області. Начальник Департаменту з видобування газу та нафти — члена правління НАК «Нафтогаз України», академіка УНГА, кандидата геолого-мінералогічних наук. Нагороджений Почесною грамотою Кабінету Міністрів України, Грамотою Президента України
- Лукачович Катерина Онуфріївна — секретар сільської ради.
- Пасьович Андрій Григорович — директор школи.
- Кузан Володимир Михайлович - директор  школи (2017).
- о.Кавчак Роман Йосипович - декан Турківського  деканату  УПЦ КП.
- Струць Іван Іванович - сільський голова (1994-1998 рр), начальник управління АПР Турківської РДА.
- Шийовець Михайло Васильович - сільський голова.
- Паленичка Микола Миколайович -сільський голова. (1998-2002 рр).
- Дубіль Михайло Миколайович - сільський голова. (2002-2006 рр).
- Бурич  Василь  Васильович - сільський голова (2006-2015 рр).

```
*Дупіряк  Віра  Дмитрівна  - сільський голова (2015-2020 рр). Заступник начальника управління ПФУ у Турківському  районі.
```

- Лило Василь Семенович -представник Національної експертної комісії України з питань захисту суспільної моралі у Львівській, Закарпатській, Рівненській та Волинській областях, заступник голови громадської колегії, адвокат.
- Дзюдзь Михайло Семенович - начальник Управління державної пенітенціарної служби України у Львівській області. Депутат Львівської обласної ради IV скликань.
- Роль Василь Федорович - заступник начальника Головного управління кадрів та забезпечення діяльності органів прокуратури - начальник управління справами (ГПУ).
- Вовчанський Василь Іванович - керівник військового санаторію "Трускавецький".
- Лило Юрій Дмитрович - голова районної  ради 2002-2010 рр, заступник  голови  РДА 2015 р.
- Дубіль Микола Федорович - начальник Дрогобицького районного відділу Управління поліції охорони у Львівській області.
- Шийович Ярослав Лукович - перший заступник начальника - начальник ОУ Дрогобицької ОДПІ ГУ ДФС у Львівській області.
- Максим Ярослав Васильович - державне підприємство "Буське лісове господарство"
- Роль  Софія  Василівна - переможниця  дитячого Євробачення Україна 2016 р.
- Лило  Микола  Семенович - начальник Самбірського МРЕВ ДАІ.
- Ференц Михайло Васильович - художник.
- Будз Ярослав Дмитрович - директор ТОВ "СОРТОВЕ НАСІННЯ ЕЛІТ"
- Роль  Дмитро  Богданович -  начальник СВ Турківського ВП Самбірського ВП ГУ НП у Львівській області
- ігумен Пантелеймон (Володимир) Староста ( 28.05.1967 рн) - настоятель храму Великомученика Пантелеймона с  Жукотин
- Розлуцький  Зіновій  Михайлович - директор Закарпатська філія ДП МВС України "Інформ-ресурси".
- Кузан Борис Миколайович - начальник СОГП Дрогобицького МВ ГУМВС України у Львівській області, начальник відділу Міграційної служби м. Борислав
- Лило Василь Семенович — Вийшли у світ дві нові збірки  сучасного українського поета, члена Національної спілки письменників України, жителя Городка Василя Лила «Поцілунок долі» та «Буськи радість принесли». Ці книги поповнили вже немалу колекцію поета, адже його перу належать збірки «Струни моєї душі» (2014 рік); «Мить життя» (2015 р.); «Бабагапка» (гуморески 2016 р.). Творчість поета, різноманітна за тематикою і настроєм, поетично ототожнюється з нашим життям, буденністю, мріями. Для нього притаманне зріле, контрольоване почуття реальності, яке й домінує у його творчості, як для дорослого населення, так і для дітей. І чи не найбільше поціновувачів своєї творчості набув Василь Семенович серед дітвори, адже дитячі книжки з чудовими віршами «Світить сонечко на небі» (2015 р.) та «В гості друзів запросили» (2016 р.)  вже за короткий час знайшли своїх читачів серед міських та сільських хлопчиків та дівчаток. Тепер черга за новою збіркою, яка вмістила 48 віршів для юних читачів, кожен із яких — це своєрідний повчальний життєпис про добро і зло, людину і природу, братів наших менших, котрі своїми вчинками підказують дітворі, як творити добро та боротися зі злом. Детальніше про нові збірки талановитого краянина читайте у наступному номері міської газети «Голос ратуші».
- Лило Микола Дмитрович - директор ПП "Пантеон".
- Роль Михайло Михайлович 4.03.1958 рн — громадсько-політичний діяч з 1983 р. Один із засновників кількох громадсько-політичних структур. Автор гострих аналітичних та публіцистичних статей. Дослідник української національної символіки. Автор, режисер і продюсер телевізійних програм та інших проектів. Один із авторів графічного знака гривні. Нагороджений дипломом за найкращу інформаційно рекламну телепрограму (1998 р.) та дипломом за експертну аналітику резонансних подій в Україні (2004 р.), керівник рекламно-продюсерського центру «М-ROLL».
- Струць Валерій Дмитрович — депутат районної ради 1998—2002 р., помічник лісничого Вовченського лісництва ДП «Турківський лісгосп».
- Ференц Микола Богданович — начальник Миколаївської ОДПІ.
- Староста Любомир Михайлович — засновник ТЗДВ ЧЕРВОНОГРАДСЬКЕ АТП 14628.
- Цимбрило Ярослав Ярославович — прокурор Дрогобицького району
- Вовчанський Іван Дмитрович — депутат Турківської районної ради (2006—2010 рр).